# Hingrie
La Hingrie est un hameau faisant partie de Rombach-le-Franc, située dans le département du Haut-Rhin et la région Alsace.

## Géographie

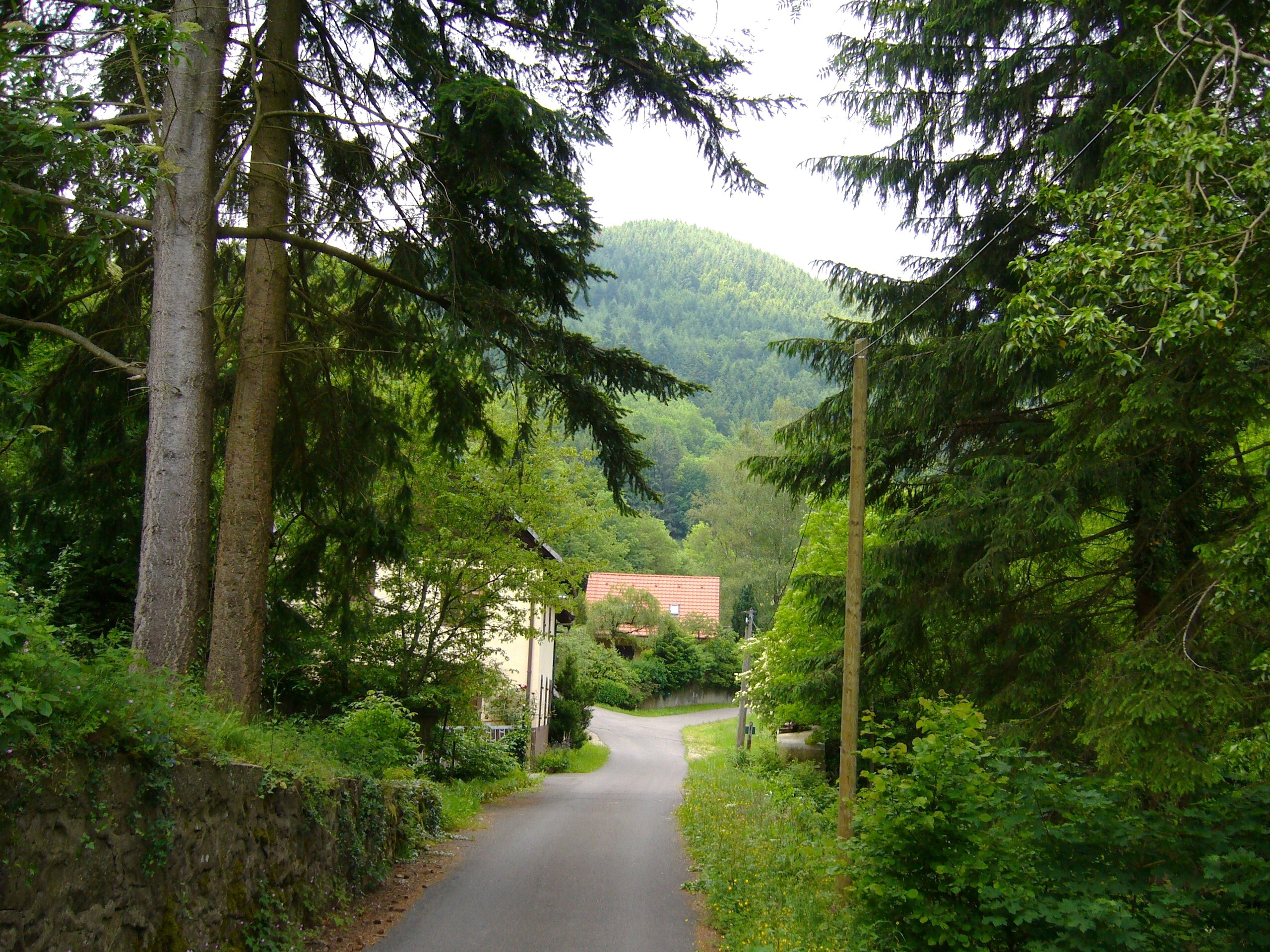
Rombach-le-Franc : chemin du Volbach et du Foa à la Hingrie

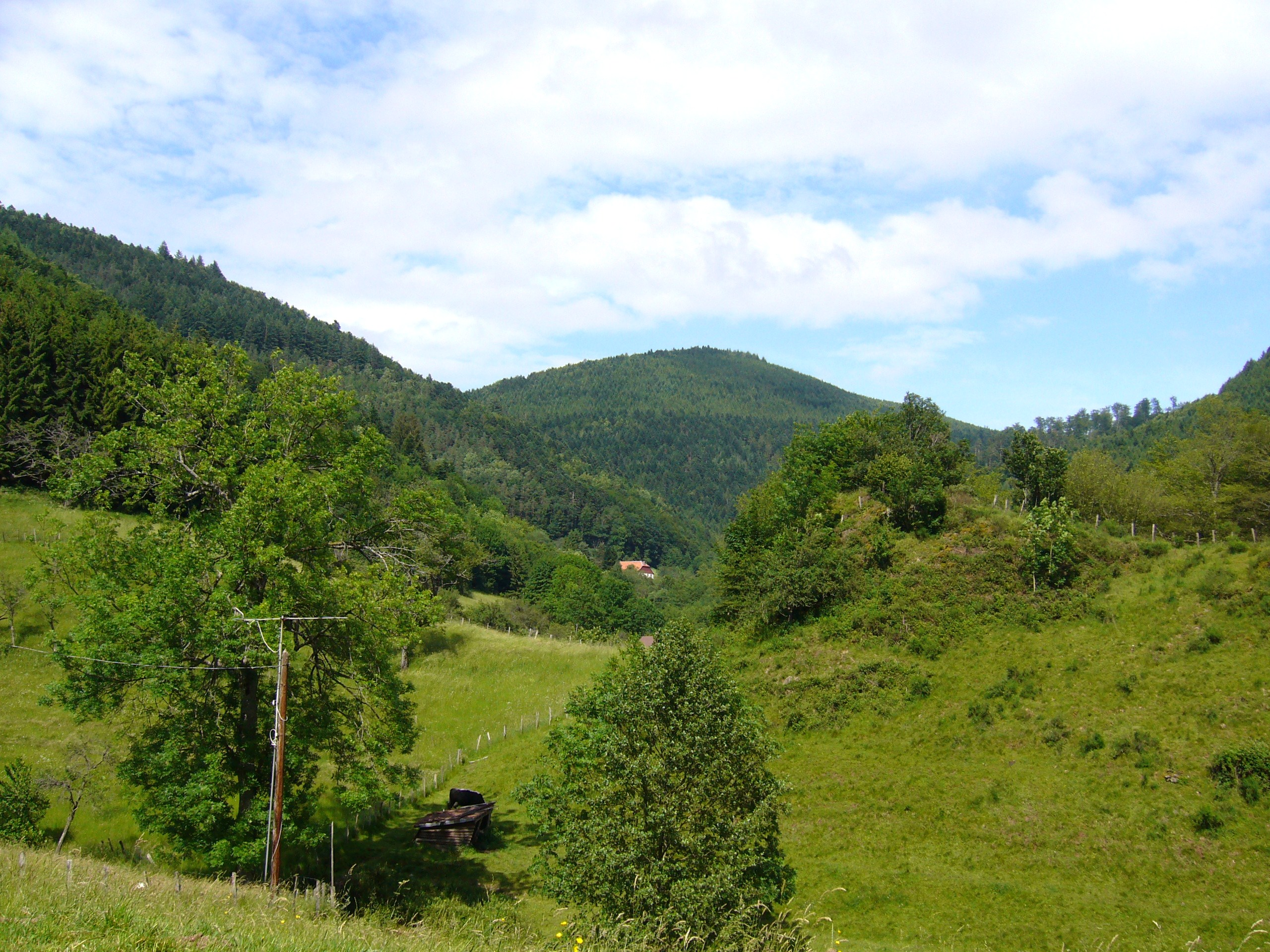
La vallée de la Hingrie - Au fond le col de Schlingoutte

La Hingrie est un petit hameau situé à 48° 17′ 37″ N, 7° 13′ 18″ E et qui forme une étroite vallée dispersée autour de différents vallons et collines boisées. Il n'existe qu'un seul chemin vicinal qui relie Rombach-le-Franc au hameau de la Hingrie. La distance entre le village et les premières maisons est de 5 km et la distance la plus longue pour atteindre les fermes isolées est de 9 km. Au milieu du hameau coule le ruisseau du Rombach qui foisonne de truites et qui prend sa source au col de la Hingrie situé à 749 mètres près du lieu-dit « la Chenelle (Chenhel) ». L'étroite vallée de la Hingrie est aussi un refuge où se côtoient les mésanges, la buse et la bergeronnette des ruisseaux qui fait des cabrioles dans le Rombach. On peut aussi apercevoir de temps en temps le héron cendré, à l'affût sur les plans d'eau et cours d'eau ou au bord du Rombach, près de Bestegoutte. L'endroit est également un lieu de prédilection des chamois que l'on peut apercevoir perchés sur les rochers abrupts ou en train de brouter l'herbe dans les prés des vallons qui entourent la Hingrie en présence de vaches avec lesquelles ils cohabitent très bien. 
En descendant du col de la Hingrie, le ruisseau du Rombach est grossi par les eaux provenant respectivement des sources du Barançon, du Foa, du Volbach, du Creux-Chêne, de Bestegoutte, et de la Besse des pentes. Un peu plus loin il est rejoint également par les eaux de la Chambrette, de Voulhimont et de Pierreusegoutte.

### Écarts et lieux-dits
le Grand Barançon (832 m), le Petit Barançon, Bestegoutte (416 m), la Besse des pentes, le chat pendu (598 m), le Chaud Rain, la Chausotte, la Chenelle (ou Chenhel), le col de la Hingrie 749 m), le Creux-Chêne (621 m, en allemand : Hohleich ), Degelingoutte (573 m), le Foa, Gelingoutte, Hautegarde (670 m), Haute Fontaine (573 m, en allemand : Hochbrunnen), le Lançoir, le Naltérin (704 m), la roche du Renard, le Ronchamp, la Varrière (Verrière), la Vif Roche, Volbach

## Toponymie
- Achinis Ragni, 774[2]
- Hingrey, XIVe siècle (probablement le nom patois de Hingrie)
- Haignerie au XVe siècle
- Hingrie, XVIIIe siècle

### Origine du nom

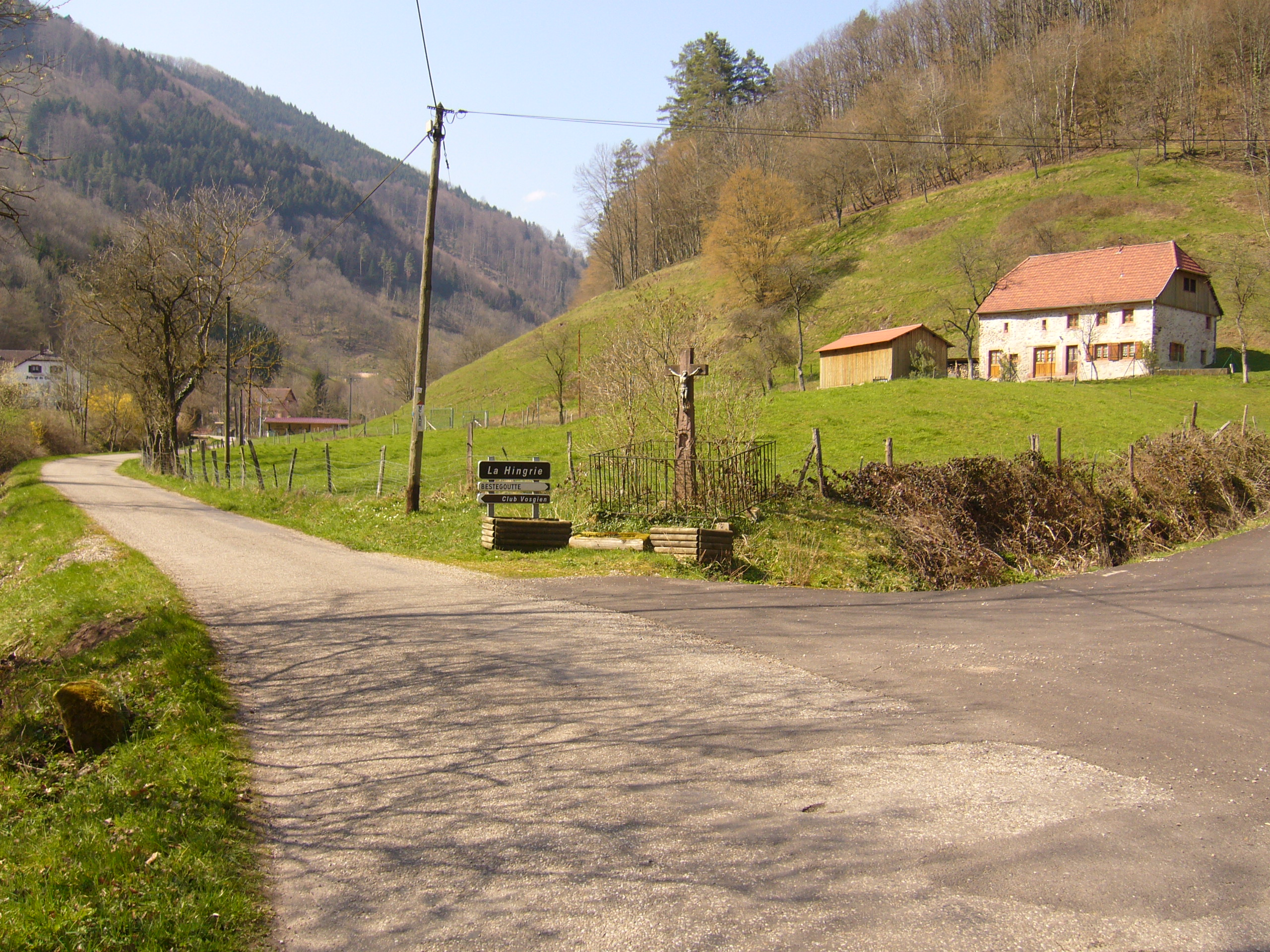
Croisement du chemin entre La Hingrie et Bestegoutte

La Hingrie est mentionnée dans une charte de Charlemagne datée de 774 sous le nom de Achinis Ragni. Le radical ragni signifie rain, petite hauteur, et se retrouve dans de nombreux toponymes de la région. Förstemann, Menke, Stoffel semblent accréditer cette hypothèse, de même que d'autres historiens, tels l'abbé Philippe André Grandidier, ou le père Louis Laguille qui ont consacré des notices sur l'histoire de la vallée. Le dictionnaire historique de Bacquot-Ristelhuber imprimé au XIXe siècle va dans le même sens. Le dictionnaire des patois romans de la Moselle traduit le mot Hingrie par Hongrie, d'autres le font dériver de l'allemand hing (suspendu) . Jules Degerman a une tout autre version puisqu'il affirme que la Hingrie serait dérivée de l'allemand Ackerman qui signifie « glands ». Il ajoute dans son article "la donation de Charlemagne" qu'Achini Ragni pourrait être le rain de Saint-Blaise au Hury, mais il est bien seul à partager cet avis.

## Histoire
Ce hameau rappelle peut-être  une période historique, en relation avec les invasions hongroises du Xe siècle. De 910 à 937 les Hongrois font plusieurs incursions en Lorraine. Les abbayes de Saint-Dié, de Moyenmoutier et d'Etival sont pillées et brûlées.  Durant l'année 926 les Hongrois envahissent l'Alsace et mettent le feu à l'abbaye d'Eschau. Le comte Luitfried qui avait tenté en vain de contenir les troupes venues de Hongrie, eut son armée écrasée près de Huningue. En juillet de la même année les cavaliers Magyars saccagent et mettent le feu à l'abbaye de Murbach dans la vallée de Guebwiller, près de Buhl. La communauté des moines a le temps de fuir. Conduite par le prince-abbé les moines se réfugient en Lorraine. Une partie des moines de Murbach fait halte au prieuré de Lièpvre qui a semble-t-il toujours été épargnée par les raids meurtriers des Hongrois ou Magyars qui sont des nomades apparentés aux Mongols et dont le chef était à l'époque Arpad. Murbach entretenait à l'époque des rapports très étroits avec l'abbaye de Saint-Denis, puisque l'un des moines, le savant Alcuin ami et conseiller de Charlemagne y avait séjourné pendant plusieurs jours. Il s'était dit impressionné par le haut niveau scientifique et religieux des moines de cette abbaye. Il était chef d'école du palais carolingien de Charlemagne.

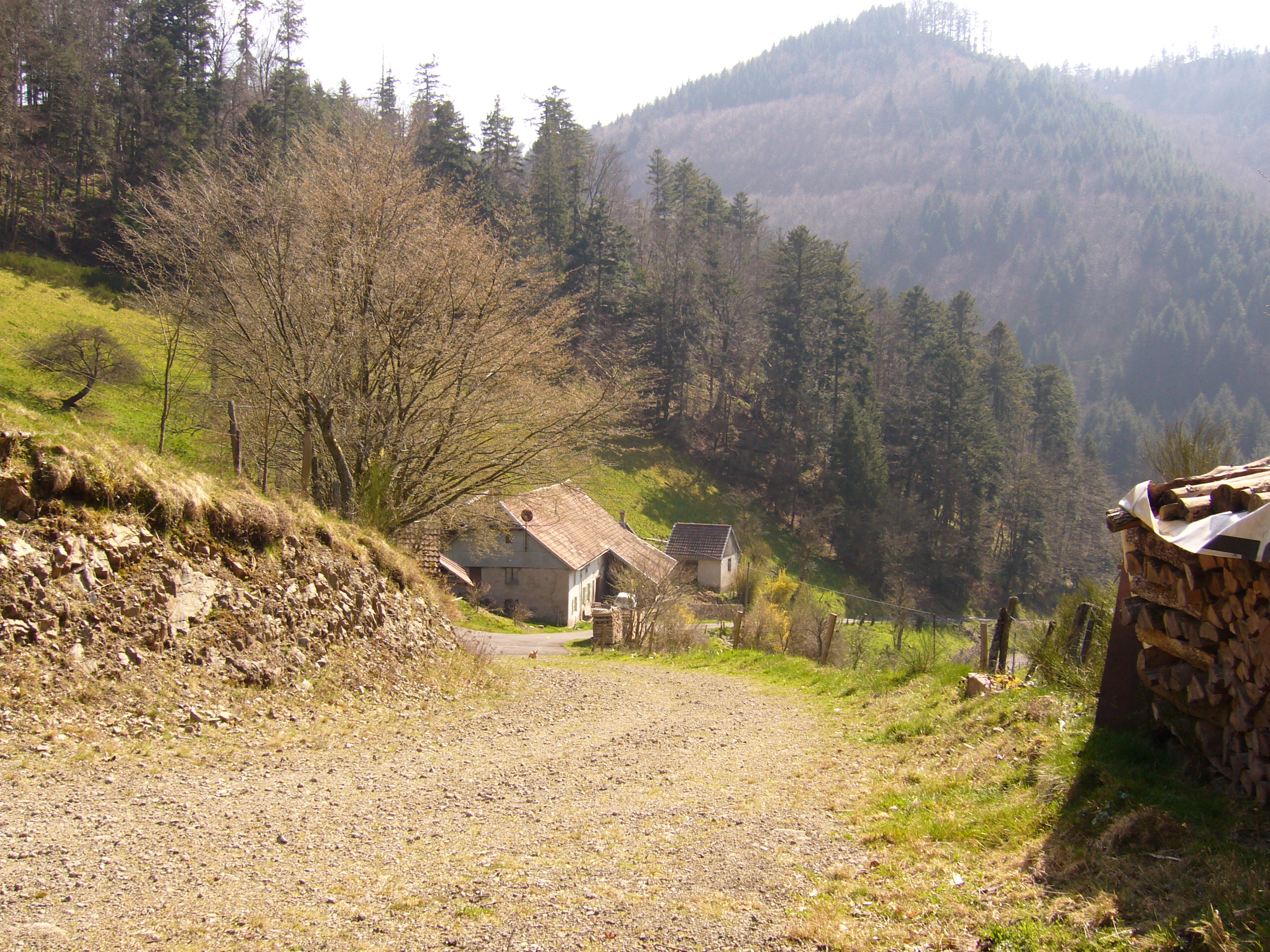
Vue sur Bestegoutte et la Hingrie

Les Hongrois étaient avides de butin et pillaient et brûlaient particulièrement les couvents et abbayes. En 954 profitant d'une révolte en Bavière, les Hongrois lancèrent une nouvelle invasion qui leur sera fatale. Ils seront battus le 10 août 955 par les troupes impériales d'Otton Ier dit le Grand (962-975) au Lechfeld près d'Augsbourg qui mettra fin aux raids meurtriers des Hongrois en Occident.Le roi Otton Ier reçoit la couronne impériale du pape Jean X (955-964) qui fonde le " Saint-Empire romain germanique". Otton Ier confirme les donations de ses prédécesseurs et restitue au Saint Siège les territoires occupés précédemment par Beranger II marquis d'Ivrée .
Le nom de la Hingrie est probablement dérivé du patois vosgien que les premiers habitants nommaient Hingrey d'où plus tard le nom de Hingrie qui est la forme définitive du nom en français. Les invasions répétées des hongrois sur le versant lorrain des Vosges où ils jetaient la dévastation et la ruine, amenèrent les serfs des puissantes abbayes vosgiennes qui avaient été détruites, à fuir et à chercher refuge dans les vallées du côté alsacien. Selon toute probabilité, la Hingrie fut donc un centre de repeuplement des réfugiés lorrains qui obtinrent la faveur de reconstruire leurs foyers détruits par les invasions du Xe siècle. En appelant leur nouvelle agglomération, la Hingrie, ils voulurent sans doute fixer le souvenir de leur tragique épopée que leur avait subir les hongrois.

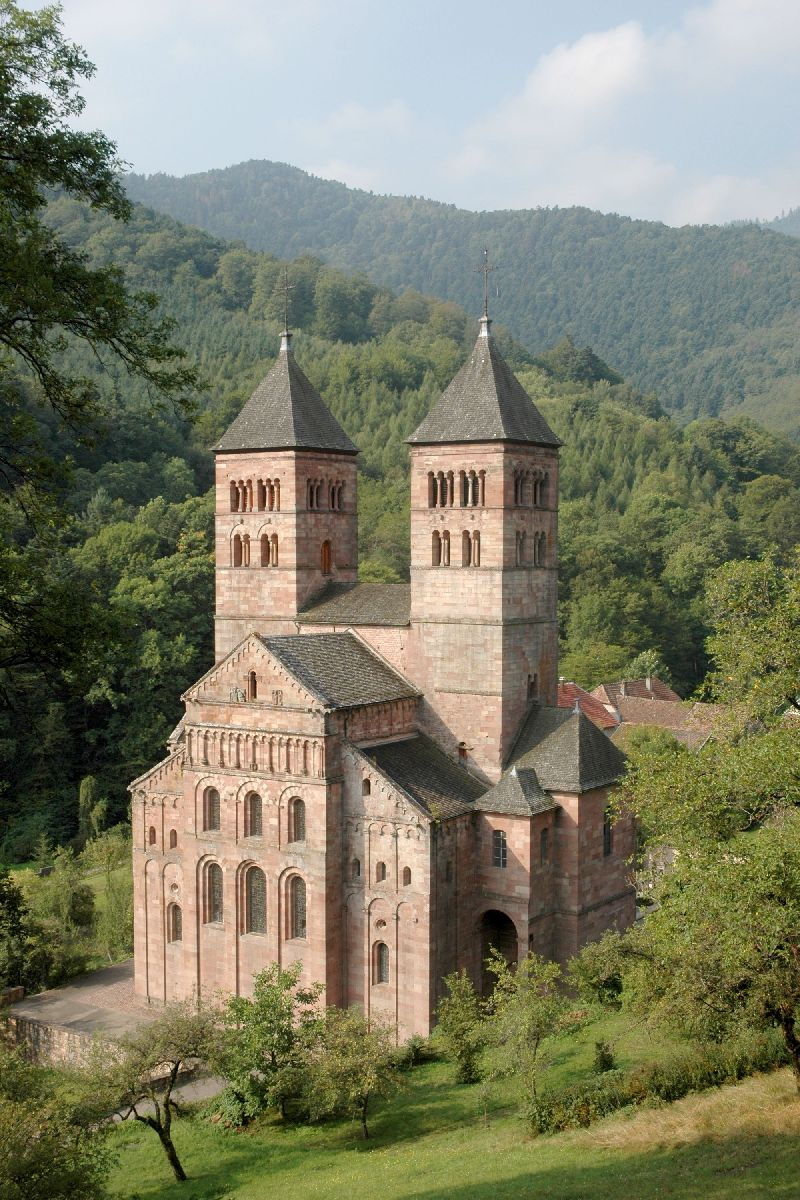
L'église de l'abbaye de Murbach

C'est dans cette vallée sauvage et dans un décor grandiose, qu'avant la révolution des cultivateurs entretenaient soigneusement et avec ténacité leur lopin de terre accroché au flanc des collines abruptes qui leur procuraient les denrées dont ils avaient besoin. Au XIIIe siècle, une partie de la Hingrie, sur la rive droite du Rombach, dont Biagoutte et Bestegoutte, Schlingoutte et Noirceux, ces deux derniers lieux-dits rattachés depuis au val de Villé, faisaient partie de l'Empire. Ces terres avaient ensuite, en 1222, été distribuées à l'abbaye de Baumgarten par le duc de Lorraine Mathieu II (1220-1251). Elles étaient auparavant la propriété du noble chevalier Wirric surnommé Gorger et son fils Philippe qui avaient été invités par le duc à distribuer leurs propres terres à l'abbaye. En compensation, l'abbé Lichard supérieur de l'abbaye de Baumgarten dans le val de Villé, devait remettre 30 sous toulois, une vache blanche et 10 fromages. Cette abbaye fondée en 1125 par Cunon de Michelbach fut entièrement détruite lors de la guerre des Rustauds en 1525. Située près d'Andlau, elle avait la cure de Burner, village aujourd'hui disparu aux environs de Sélestat. La cure avait été donnée à l'abbaye par l'empereur Henri VII.

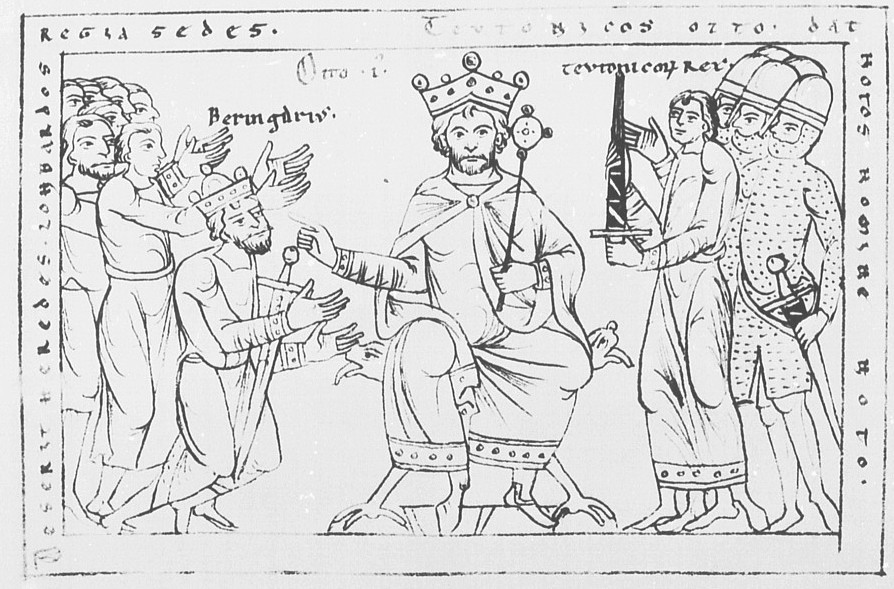
Otton le Grand recevant la soumission de Bérenger d'Ivrée

Entre 1528 et 1550 on décèle des mines d'argent au fond du vallon de la Hingrie. Vers 1536, on assiste à une forte immigration venue de Saxe et de Misnie qui s'installe à la Hingrie et dans toute la vallée. Une importante mine, la mine Saint-George, qui produisait énormément de cuivre est exploitée et nécessite une main-d’œuvre assez importante.
Dépendant des ducs de Lorraine, la Hingrie (tout comme Rombach-le-Franc) a fait partie d'une enclave lorraine en Alsace jusqu'à la mort du duc Stanislas en 1766.  Certains lieux rappellent cette annexion : le chemin de Lorraine qui relie la Hingrie au département des Vosges vers Lubine ou encore le pré de Lorraine, une ancienne possession lorraine enclavée dans la forêt communale au lieu-dit de Degelingoutte qui a une superficie de 3,38 hectares. Ce pré a été vendu à des particuliers de Rombach-le-Franc au cours de la Révolution. Depuis le 9 avril 1933 il fait partie des biens de la commune.
Au XVIIe siècle la Hingrie est aussi mentionnée dans les archives sous le nom Haingerie. Entre 1650 et 1730 ce hameau reçoit des mennonites suisses (Anabaptistes) qui commencent à défricher les collines. Entre 1710 et 1743 une verrerie est installée et tourne à plein régime au fond du vallon de la Hingrie près des districts forestiers de Haute Fontaine et de la Chausotte où un nombre considérable de personnes viennent travailler, notamment des Allemands, des Lorrains, des Savoyards et des verriers venus de Ribeauvillé.Dès la première année une quarantaine de maisons sont installées entre Bestegoutte et Haute Fontaine où vivent de nombreux verriers. En 1860 dans le hameau de la Hingrie on dénombre 67 maisons

## Légendes

### Le Creux-Chêne

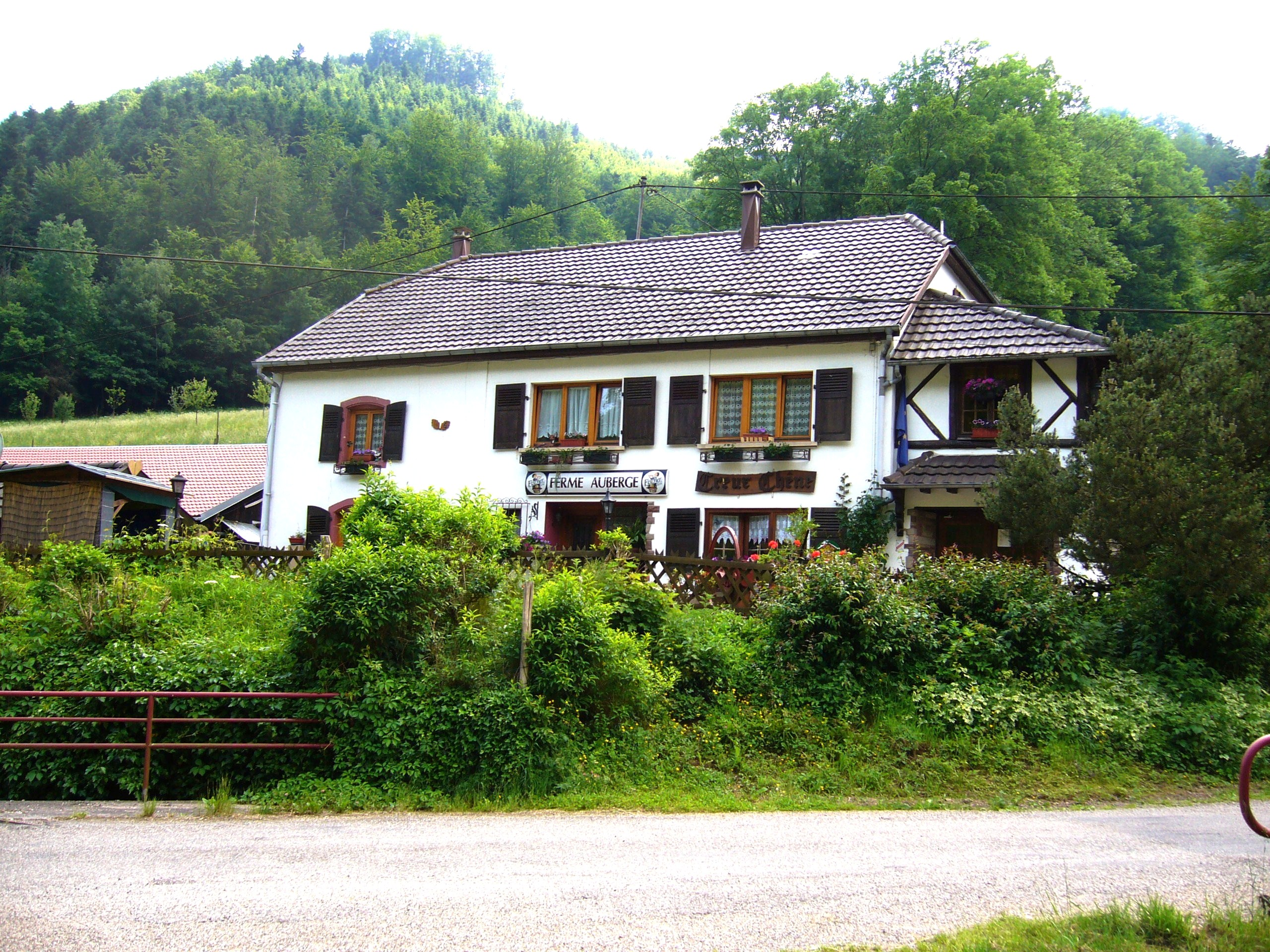
Ancienne ferme-auberge de la Hingrie

À l'entrée du hameau se dresse une ancienne ferme auberge qui portait le nom de "ferme auberge du Creux-Chêne". À quelques mètres de celle-ci se trouve un calvaire à la droite duquel un chemin mène au lieu-dit de Bestegoutte.
L'origine du nom "Creux-Chêne" est probablement dû à une vieille légende médiévale selon laquelle il existait un vieux chêne tellement creux qu'il avait fini par donner son nom à l'ensemble des pâturages des alentours et de la forêt.  C'est au pied de ce vénérable chêne que, selon la légende, des sorcières se réunissaient pour leur sabbat. 
La Légende du Creux Chêne :
Deux gaillards du Val de Villé décidèrent de chercher fortune dans d'autres régions. Arrivés dans la vallée de la Hingrie, l'un d'eux pressa le pas. L'autre resta un bout de chemin derrière son camarade et à la nuit tombée, il s'endormit dans l'obscurité du chêne creux.
À peine était-il endormi qu'un bruit insolite se fit entendre. Quelle horreur ! Des femmes de tous âges s'approchaient de l'arbre en dansant avec des balais. C'était le sabbat des sorcières qui se tenait dans les branches du chêne, juste au-dessus de lui.
"Écoutez mon œuvre magistrale !" disait l'une d'elles. "J'ai frappé d'une infirmité incurable la fille du Duc de Lorraine. Aucun médecin ne sera capable de la soulager. Et pourtant, quelle facilité de la guérir! Le cœur d'un poulain blanc jamais scellé, cuit dans un bouillon sans sel ni épice redonnera force, santé et gaieté à l'infortunée. Le pauvre père a promis de donner sa fille à celui qui la guérirait".
Plusieurs mois s'écoulèrent. La nouvelle de la guérison miraculeuse de la Comtesse se répandait dans tout le pays. Un étranger de passage (qui n'était autre que notre gaillard) lui avait offert une potion curieusement préparée. Sitôt avalée, elle reprit force et gaieté. Le Duc tint sa promesse et maria sa fille à son sauveur.
Un jour, lors d'une promenade, notre gaillard tomba nez à nez avec son malheureux complice de voyage. Dans le château, les retrouvailles furent célébrées par un copieux dîner. Ils se racontèrent leurs aventures depuis leur départ. "Si le secret du Creux Chênes a apporté à mon ami honneur et fortune, à mon tour d'y aller tenter ma chance" se dit l'autre.
Aussitôt, il retourna sur place et se coucha au pied du chêne. À nouveau, les sorcières arrivèrent sur leurs balais. "Chères compagnes, lorsque nous étions réunies ici pour délibérer, un misérable nous a guetté et nous a trahies. Scrutons à présent chaque arbre pour nous rendre compte qu'aucun individu malveillant ne nous écoute".
Alors qu'un vent impétueux soufflait, notre gaillard n'entendit rien. Les sorcières descendirent et trouvèrent le malheureux. D'un impitoyable ensorcellement, elles le tuèrent sur place.
Encore de nos jours, on parle du lieu hanté dans la contrée.
Touché durant une nuit par un violent orage, le chêne a ensuite été abattu, mais le nom du lieu est resté dans les mémoires.

### La Besse des pèntes

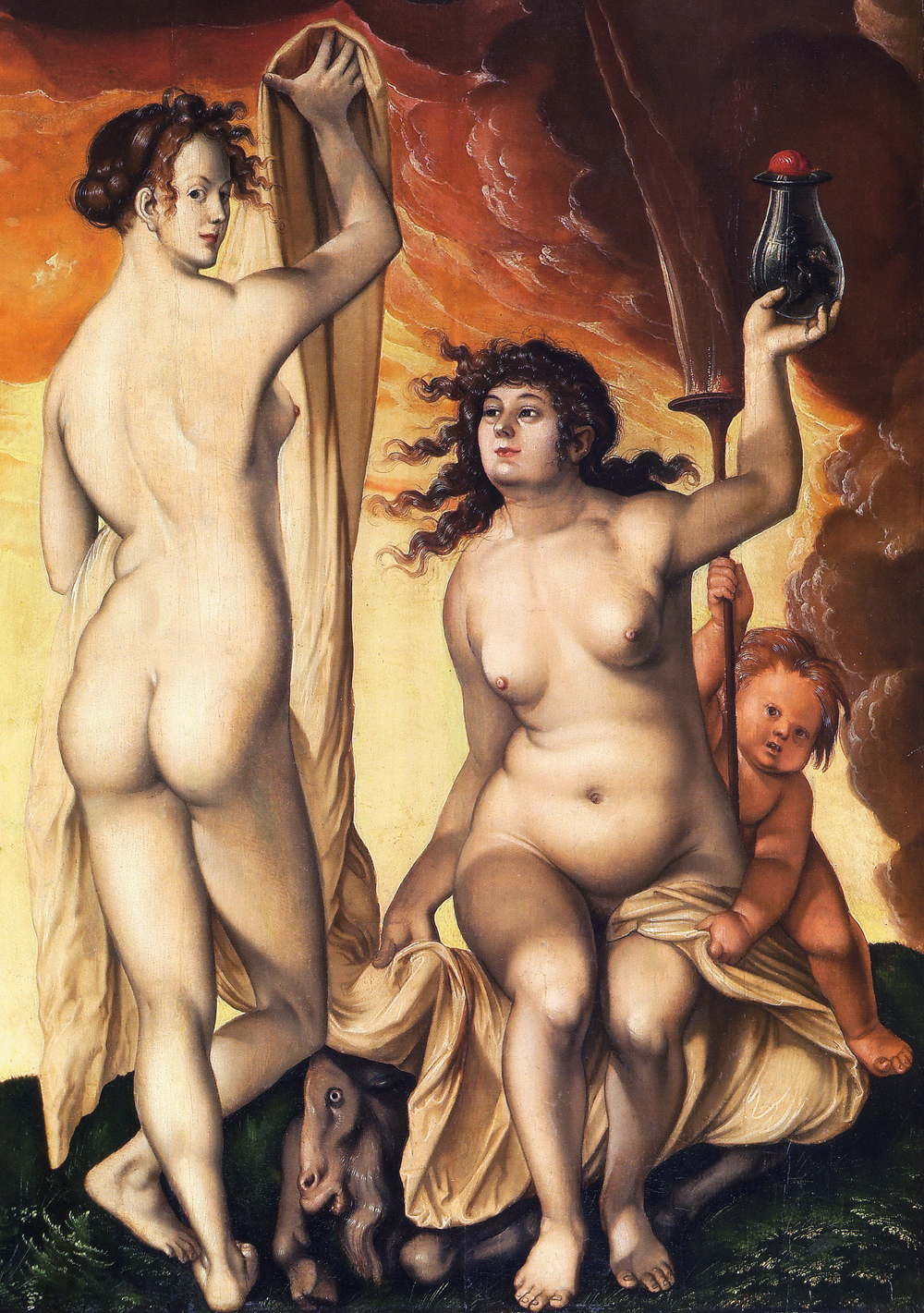
Deux sorcières. Tableau de Hans Baldung.

Non loin du Creux-Chêne, avant d'arriver au lieu-dit de Bestegoutte, se trouve "la Besse des pèntes". Il était habité avant la révolution par les trois sœurs Pènter. Selon la tradition, c'était un ancien lieu où se déroulait des sabbats. 
Les trois femmes vivaient très chichement, mais d'autres affirment qu'elles conservaient très jalousement des bourses contenant des pièces d'or attachées autour de leur taille. Pour de nombreux villageois la Besse des Pentes où habitaient ces trois femmes était un lieu hanté où il ne faisait pas bon de s'y attarder. À la mort de ces trois femmes, l'endroit fut baptisé la Besse des Pentes que les patoisants appelaient la "Besse des Penter".

### La chapelle de la Jambe de fer

Armes de l'ordre de Cîteaux

On raconte que cette chapelle a été construite à l’emplacement même où se trouvait une custode représentant la Vierge qui était nichée dans le creux d’un vieux sapin. Ce sapin se trouvait sur le bord d’un chemin qui reliait le hameau de la Hingrie (dépendant de Rombach-le-Franc) et Lubine. Selon la tradition un fermier originaire de la Hingrie conduisait ses bœufs vers Sainte-Croix-aux-Mines. S’étant reposé à l’endroit où s’élève aujourd’hui la chapelle de la jambe de fer, il s’endormit pendant que son troupeau continuait de paître dans la forêt. À son réveil il se rendit compte que son troupeau avait disparu. Aidé par quelques amis il se mit en quête de retrouver ses bêtes. Il recherchera vainement pendant trois jours ses animaux dans la forêt. Épuisé de fatigue, il s’endormit à l’endroit même où ses bêtes avaient disparu. À son réveil il eut la surprise de constater qu’une partie de son bétail qui s’était volatilisé l’entourait de nouveau. Il qualifia ces retrouvailles de miraculeuses et plaça en signe de reconnaissance une statue de la Vierge dans le creux d’un vieux sapin.

## Lieux-dits

### Le chemin de la Hingrie, une route stratégique empruntée par les seigneurs
Le chemin au fin fond de la Hingrie existant sans doute depuis le Xe siècle deviendra par la suite une route stratégique empruntée par différentes troupes seigneuriales. Ce chemin commençait à se matérialiser à la lisière de la forêt au lieu- dit du « Chaud Rain ». Ce chemin était aussi utilisé par les seigneurs du château de Bildstein (Urbeis) et ceux du château d'Echéry au Petit Rombach. C'était au début du Moyen Âge l'unique chemin fréquenté qui allait jusqu'au col de Schlingoutte et qui a été baptisé par les habitants du Val de Villé « la route des Herr » (route des Seigneurs) et par la population francophone le "chemin de Lorraine". Ce chemin avait une importance stratégique puisqu'il permettait d'acheminer le sel de Lorraine en Alsace et avait été quelquefois appelé la route du sel. L'exploitation du sel était encore assez importante au XVIIIe siècle. Le sel était vital pour conserver la viande et ceux qui exploitaient le sel étaient riches. Ce chemin stratégique rejoignait le Grand et Petit Rombach et ensuite les Vosges qui permettait aux commerçants ambulants d'écouler leurs marchandises en Lorraine ou en Alsace. Après la Grande guerre ce chemin reçut le nom de "chemin des Allemands".

### La chapelle de la Jambe de fer

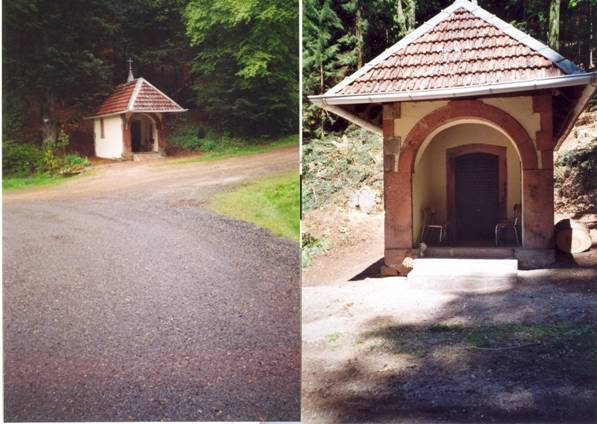
Chapelle de la Jambe de fer à Lubine (Vosges)

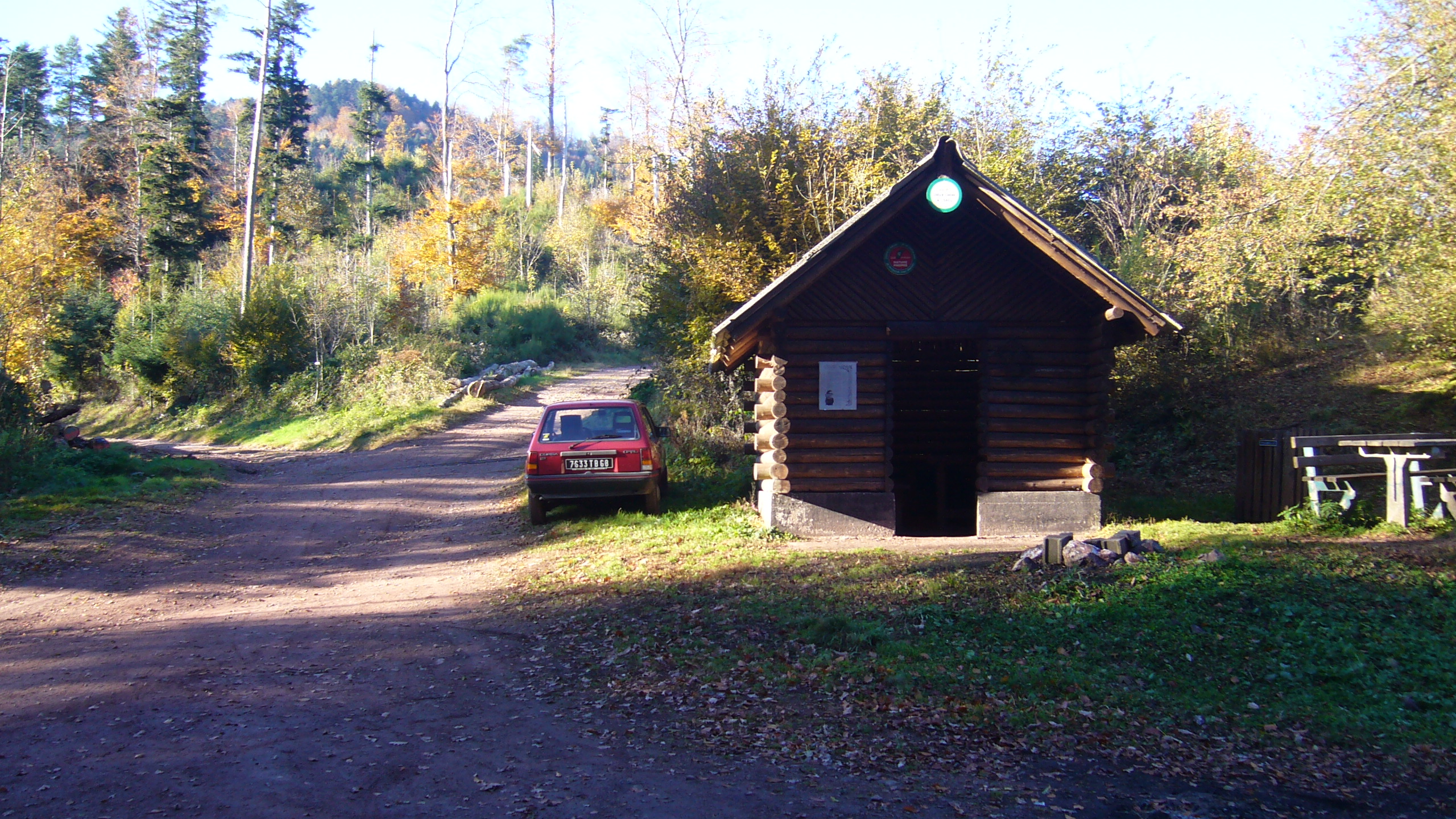
Le Creux-Chêne à Rombach-le-Franc

La statue de la Vierge restera de 1744 jusqu’à l’édification de la chapelle en 1840. Le fermier de la Hingrie souhaitait en effet construire une petite chapelle à l’endroit même où s’était produit « le miracle », mais tout édifice religieux était banni pendant la révolution. Il ne put donc pas mettre en pratique sa volonté. Les habitants du versant vosgien comme ceux de Rombach-le-Franc ou Sainte-Croix-aux-Mines se rendaient très nombreux aux XVIIIe et XIXe siècles aux pèlerinages annuels qui eurent lieu tous les lundis de la Pentecôte. Pendant la seconde guerre mondiale ces rassemblements eurent lieu le jour de l’Assomption, le 15 août. On y chantait les vêpres suivie de la bénédiction du Saint-Sacrement et même une procession aux flambeaux dans la soirée. Après 1944 le pèlerinage fut de nouveau fixé les lundis de la Pentecôte. À l’époque, la population de Lubine amena sur place un harmonium assez imposant tiré par deux bœufs, pour rehausser et donner plus d’éclat à la cérémonie. On ne sait pas si l’instrument quelque peu chahuté pendant le trajet cahoteux produisait encore des sons. La chapelle de la jambe de fer était aussi le lieu de rendez-vous de nombreux pèlerins qui souffraient des jambes : mutilés de guerre, accidentés, etc. Les murs de la chapelle étaient remplies d’ex-voto en marbre gravés plus ou moins richement selon la fortune du pèlerin. Mais ce qui frappait le plus s’était un amoncellement de cannes et béquilles et surtout de « jambes en bois » amenés par les pèlerins pour remercier la Madone d’avoir obtenu la guérison.  Le pèlerinage avait ses rites. Les habitants de deux versants (vosgiens et alsaciens) se faisaient un honneur de se rendre à pied à la chapelle depuis leur lieu d’habitation. Les pèlerins utilisaient à cette occasion des landaus d’enfants ou des charrettes pour handicapés. L’arrivée devait comporter sept fois le tour de la chapelle censé représenter les sept dons du Saint Esprit. À cette époque tout chrétien devait être capable de nommer sans hésiter les sept dons ou mieux encore de les chanter. Au cours de cette cérémonie, il était recommandé de réciter sept Pater et sept Ave ou de prier le chapelet ou encore le rosaire agenouillé ou assis devant les marches de la chapelle. Ceux qui n’étaient pas trop éloignés de la chapelle venaient y prier le matin et le soir. Les anciens de Lubine se souviennent aussi que pendant le carême ou le temps de la Passion la coutume voulait que l’on accomplît cinq fois le tour de la chapelle en mémoire des cinq plaies du Christ. De même qu’à la Sainte Trinité les pèlerins étaient appelés à faire trois fois le tour de la chapelle en récitant des prières. Au cours de ces pérégrinés les pèlerins apportaient des fleurs. Les escaliers et le sol de la chapelle étaient jonchés d’énormes bouquets de fleurs ou de fleurs champêtres cueillis en cours de route. Les pèlerins versaient aussi leur obole en jetant une petite pièce à travers les barreaux de la porte qui restait toujours fermée. Les sommes ainsi recueillies servaient à célébrer des messes à l’adresse de Notre Dame de la Jambe de fer du mois d’avril jusqu’à la Toussaint. Selon la légende une source coulait au pied de la chapelle. Certains pèlerins buvaient cette eau, d’autres s’en aspergeaient les pieds et les jambes au moment de retourner chez eux. Actuellement une messe est célébrée encore tous les deux ans, le lundi de la Pentecôte au moment du renouvellement des vœux du baptême des jeunes de la paroisse de la Sainte Trinité à Lubine. Les fidèles s’y retrouvent très nombreux pour accompagner les confirmés. On peut se rendre vers cette chapelle par le col de la Hingrie. De cet endroit prendre le sentier qui descend. La chapelle se trouve à 15 minutes de ce chemin. Depuis Sainte-Croix-aux-Mines on y arrive en se dirigeant vers le fond du vallon du Grand Rombach et de là poursuivre son chemin jusqu'à la Croix de Surmely. Ensuite prendre la route bitumée d’une longueur de 6 km qui va vers Lubine. Il vous faudra alors marcher pendant une bonne heure pour accéder à la chapelle à moins de s’y rendre en voiture.

### La chapelle de la Hingrie

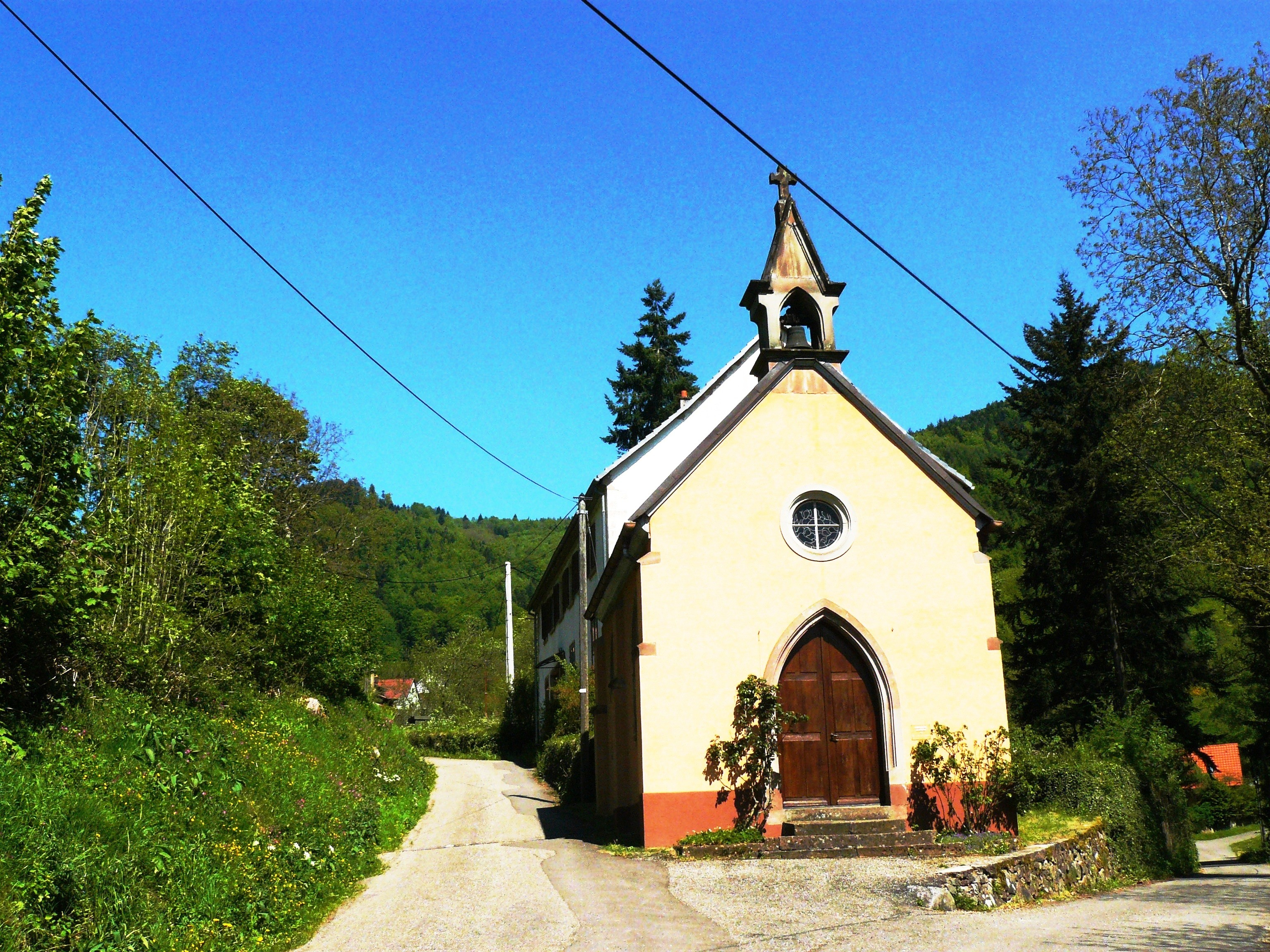
Chapelle de la Hingrie

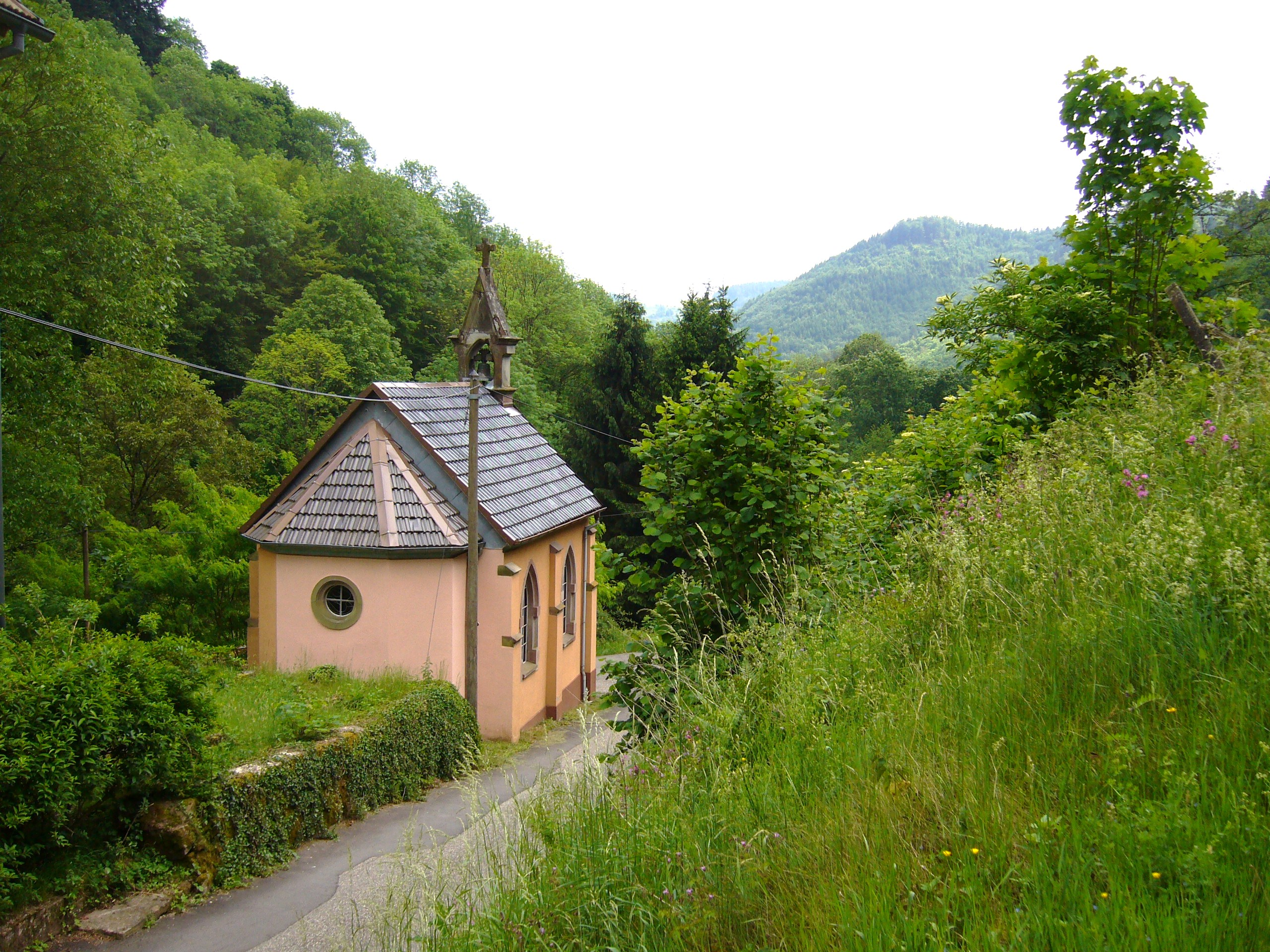
La chapelle de la Hingrie vue par l'arrière

La chapelle de la Hingrie dédiée à Sainte Marie auxiliatrice, a été érigée par la commune de Rombach-le-Franc au fond du vallon de la Hingrie, légèrement en aval de la jonction du Rombach et du Volbach. Elle a été bénie le 17 août 1913 par le curé de la paroisse Hermas Baffrey. L’idée de la construction de cette chapelle revient à Jean Bader, curé de la paroisse Sainte-Madeleine de Sainte-Marie-aux-Mines, qui dès 1855 envisageait de faire construire un oratoire dédiée à Notre Dame des Sept douleurs.  Il avait à cette époque commandé une statue à une entreprise de Strasbourg. Mais ce n’est finalement que le 31 mars 1912 que la municipalité de Rombach-le-Franc dont le maire était à l’époque Monsieur Célestin Tonnelier, prit la décision de construire une chapelle à la Hingrie en raison du nombre important d’habitants qui résidait dans le hameau. 
Il y avait en effet à cette époque plus de 80 familles dont une cinquantaine d’enfants qui fréquentaient l’école de la Hingrie. L’explosion de la population de ce petit vallon justifia l’édification sur l’emplacement d’un ancien calvaire d’un lieu de culte. Il existait aussi à la Hingrie 90 métiers à tisser.  Les premiers coups de pioche seront donnés par l’entreprise Michel Petitdemange de Rombach-le-Franc qui se voit offrir le marché. La chapelle sera construite suivant les plans établis par un architecte de Ribeauvillé, M. Daubenberger. Le devis de la chapelle est estimé à l’époque à 3000 marks. La construction de la chapelle de la Hingrie ne ce fut pas sans réticence. Au début, la construction de la chapelle devait se trouver un peu plus haut près d’un rocher escarpé. Mais l’idée fut très vite abandonnée en raison de son coût exorbitant. Les habitants de l’Allemand Rombach (ancien nom de Rombach-le-Franc) trouvaient cette construction inutile et trop chère pour les finances de la commune. Cependant les habitants de la Hingrie n’ont jamais baissé les bras. Des lettres au Messager des Vosges ponctuées par des pétitions auprès du maire de Rombach-le-Franc ont eu raison du scepticisme des responsables locaux. Dans les années 1970 sous le ministère de l’abbé Garnier, la restauration intérieure de la chapelle fit apparaître une magnifique charpente. En 2003, l’intérieur de la chapelle est restauré par l’entreprise Dontenville de Châtenois. Auparavant la commune avait fait des travaux extérieurs de la chapelle.
Le 30 octobre 1921 la chapelle de la Hingrie est pourvue d'une nouvelle cloche.

### La maison Saint-Ludan

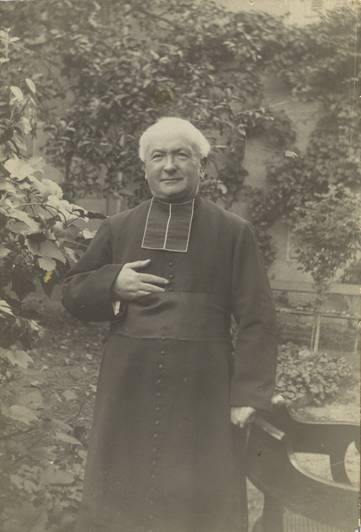
Le curé Hermas Baffrey de Rombach-le-Franc (1903-1922) qui a béni la chapelle de la Hingrie le 17 août 1913

La Congrégation des Sœurs Servantes du Sacré-Cœur de Jésus fondé en 1894 par l'évêque polonais Mgr Joseph Sébastien Pelczar, béatifié en 1991 par Jean-Paul II, se porte acquéreur d'une ancienne ferme située à la Hingrie en 1962 appartenant auparavant à Georges Lotz. Cette ferme fut rénovée par une entreprise de maçonnerie de Lièpvre exploitée par Pierre Genevé. Pendant la rénovation de la maison Saint Ludan, les quelques religieuses polonaises seront accueillies dans une ferme appartenant à Xavier Legrand située au lieu-dit de Volbach, appartenant autrefois aux parents de Félix Pauly. La congrégation avait ouvert bien avant déjà une école de filles à Hipsheim (Bas-Rhin) pour accueillir les filles issues de l'immigration polonaise après la Première Guerre mondiale au lieu-dit Saint Ludan. Transformé plus tard en institut médico-pédagogique, cet établissement fermera ses portes en 1997. 
Le nom de l'édifice est lié à Saint Ludan, le fils d'un prince écossais qui est venu mourir de froid au pied d'un arbre à Hipsheim (Bas-Rhin) le 12 février 1202. On lui édifia une chapelle et son nom est invoqué pour la guérison des jambes et engelures. Une marche aux flambeaux entre Nordhouse et l'église Saint Ludan célèbre chaque année cet anniversaire.
Transformée en gîte, la maison Saint-Ludan de la Hingrie était très prisée par les touristes en quête de calme, de sérénité et de spiritualité. Les religieuses polonaises de Saint-Ludan ont toujours été appréciées par la population de Rombach-le-Franc et par le voisinage qui garderont encore longtemps le souvenir de leurs silhouettes noires aux cornettes blanches cheminant dans le village et sur le trajet de la chapelle de la Hingrie. Elles n'étaient plus que trois religieuses qui ont quitté la Hingrie en 2001 dictée par la nécessité de renforcer d'autres communautés en France en manque d'effectifs et à la suite de la crise des vocations. L'immeuble de Saint-Ludan à la Hingrie disposait d'une dizaine de chambres, et un local avait été aménagé en chapelle pour le recueillement et la célébration d'une messe hebdomadaire par le curé de Rombach-le-Franc. Les religieuses ont souvent été sollicitées par la population locale pour rendre visite aux personnes seules et malades ou pour apporter leur réconfort. Leur départ en août 2001 a causé un vif émoi auprès de la population tant leur hospitalité était devenue légendaire.

## Le duc de Lorraine autorise la création d'un moulin à la Hingrie
Sur le plan des biens appartenant au chapitre de la cathédrale de Nancy, nous savons grâce aux archives qu’il détenait à l'entrée de Rombach-le-Franc une minoterie à blé et à écorce. Le 3 mars 1569 un habitant du lieu, Nicolas Cordonnier, en obtint la jouissance pour une vingtaine d'années moyennant 8 francs de Lorraine par an. Ce moulin fut ensuite détruit par les guerres du XVIIe siècle .
Plus tard l'administration ducale consentit à un nommé Nicolas Lotz, originaire de Lièpvre à construire sur son propre terrain, au bord du ruisseau du Rombach, sur la route de la Hingrie un moulin dont il obtiendra l'usage à titre de location perpétuelle, en échange d'une redevance annuelle de 25 francs. En 1760, Joseph Lotz, fils de Nicolas, obtint le droit d'ajouter à ce moulin un pilon à chanvre et une huilerie moyennant une contribution annuelle de 10 francs de Lorraine.

## Les troupes de Louis XIV contrôlent la route qui passe par le Val de Lièpvre
Dès la fin de l'année 1673, l'armée de Turenne avait pris position autour de la Lorraine et des Trois-Évêchés. À l'époque le roi Louis XIV était en guerre contre le duc de Lorraine Charles IV. Le Val de Lièpvre par où passait une importante route qui conduisait de Lorraine en Allemagne était très fréquentée par les troupes de Louis XIV. Cette route était donc gardée ainsi que Saint-Hippolyte par quelques compagnies des régiments français de Crussol et de Navarre. Du 1er décembre 1673 au 30 avril 1674 chaque communauté du Val de Lièpvre devait fournir à la prévôté de Saint-Dié des rations de nourriture sans compter les logements qui sont réquisitionnés pour les troupes françaises de passage ou stationnés dans la Val de Lièpvre.
Cette route subissait un va-et-vient perpétuel de chariots de munitions, d'armes et d'équipement qu'il fallait acheminer à travers la montagne, à grand renfort de chevaux et de bœufs, jusqu'en Allemagne ou même jusqu'à Ribeauvillé.
Chaque village du Val de Lièpvre devait apporter sa contribution. Il arrivait souvent que les caisses des himbourgs soit réduites pour faire face aux dépenses et on devait alors recourir à des emprunts. Mais le pire était encore à venir. Louis XIV eut à lutter contre une coalition à laquelle s'étaient joints l'Empereur d'Allemagne, le roi d'Espagne, et le Prince d'Orange et le duc de Lorraine. Toute l'Allemagne y avait adhéré, à l'exception duc de Hanovre et de Bavière. Le duc de Lorraine, Charles IV était à la tête d'une des armées des troupes coalisées avait pour mission de contrôler le Rhin et la Moselle. Pendant plus de trois années, Turenne appelé par Louis XIV devait mener la bataille et surveiller les troupes du duc de Lorraine. Le 13 avril les troupes de Turenne sont à Saverne. Les troupes lorraines avaient formé le dessein de se porter dans le Palatinat vers le cours supérieur du Rhin, en se dissimulant derrière les contreforts de la Forêt-Noire et de franchir le fleuve aux environs des villes forestières, en passant par la Suisse, puis d'entrer en Franche-Comté pour pénétrer en Lorraine et reconquérir ses terres. Mais le plan avait échoué et Turenne se mit aussitôt en marche vers la Haute-Alsace. Lorsque le duc de Lorraine débouchait dans la vallée du Rhin, Turenne campait déjà près de Bâle en lui barrant le passage. Le duc de Lorraine dépossédé de ses terres et refoulé par les Français ne se résignait pas à reconquérir ses terres qui étaient rançonnées par l'ennemi et dont quelques lieues à peine le séparait et où l'immense majorité de la population lui restait fidèle.
Il envoya plusieurs émissaires pour espionner les troupes françaises. Un jour c'est un aumônier se disant au service de Son Altesse qui se rend à Sainte-Marie-aux-Mines jusqu'à Wisembach pour tâter le terrain et faire une évaluation des troupes françaises stationnées dans le secteur. Une autre fois c'est un cavalier du colonel Du Puy qui venait en reconnaissance dans la vallée.
Alors qu'une importante garnison française campe toujours dans le val de Lièpvre et vivait grassement en pillant les villages, le colonel Du Puy en accord avec le duc de Lorraine tenta un joli coup. Il fractionne sa cavalerie en plusieurs détachements et en remet le commandement à ses lieutenants Mercy, Laroche et Dayau.

## Un détachement de la cavalerie du colonel Du Puy passe par la Hingrie
Le 27 octobre 1674 le colonel Du Puy quitte Saint-Hippolyte et vient camper avec 1200 cavaliers dans les prairies qui s'étendent sur les deux rives de la Lièpvrette entre Sainte-Croix-aux-Mines et Sainte-Marie-aux-Mines. À peine arrivé il apprend que le contingent de l'arrière-ban d'Anjou, chargé de convoyer de la farine s'était arrêté entre Lunéville et Blâmont. Il ne pouvait pas prendre la route de Sainte-Marie-aux-Mines qui était surveillée par l'armée française. Il redescend donc la vallée faisant semblant de retourner en Alsace et contourne Lièpvre en s'engageant vers Rombach-le-Franc, puis franchit la Hingrie et de là se rend jusqu'à Urbeis et ensuite Lubine. Un autre détachement sur rend dans le vallon du Grand Rombach traverse également le hameau de la Hingrie et s'engage vers Lubine. Une fois les détachements réunis au-delà des Vosges, la cavalerie du colonel Du Puy franchit Badonvilliers et arrive à Benamesvil le 5 novembre à 9 heures du matin. Les hommes du comte d'Anjou sont faits prisonniers dont le marquis de Sablé. Les troupes lorraines font jusqu'à 700 prisonniers, y compris des valets. Le butin fut d'environ 400 chevaux, presque anglais, treize mulets et des caisses en argent ou en harde pour une valeur de 40 000 livres.Cette audace de Charles IV au cœur même des Vosges stupéfia la cour de Louis XIV. Mais le duc de Lorraine ne s'attarda pas au Val de Lièpvre craignant sans doute que les troupes françaises viennent en renfort. Peu après le colonel Du Puy revint à Sainte-Croix-aux-Mines amenant avec lui ses prisonniers. Le colonel Du Puy prit quelques jours de repos puis rejoignit l'armée lorraine. Les habitants du Val de Lièpvre bien que saignés par les guerres successives, contribuèrent largement à l'entretien de la table du duc qui campait à Saint-Hippolyte.

## Quelques anabaptistes s'installent à la Hingrie

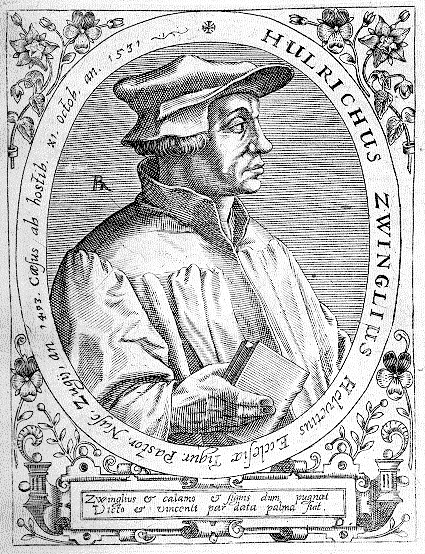
Ulrich Zwingli

On trouve déjà des anabaptistes dans la vallée de Lièpvre avant même la guerre des Suédois. Au départ, ils étaient très peu nombreux. Après la guerre de Trente Ans, des anabaptistes venant de Suisse (mennonites) frappés par la crise économique et la Jacquerie en 1653 s'installent à la Hingrie. Jusqu'en 1730 ils construisent des fermes dans les parties les plus reculées du vallon. Ils travaillent pour leur propre compte, mais louent aussi leur service à des bourgeois fortunés de Rombach-le-Franc ou ailleurs dans la vallée à des Seigneurs qui apprécient leur compétence dans le domaine agricole. Les sires de Ribeaupierre sont particulièrement frappés par leur savoir et leur disponibilité et apprécient l'abondance des récoltes qu'ils produisent. C'est au milieu du XVIIe siècle, après la guerre de Trente Ans, que les Ribeaupierre tentèrent de trouver des agriculteurs pour mettre en valeur les terres ravagées par la guerre. Une soixantaine de familles anabaptistes expulsés du canton de Berne, trouveront refuge autour des montagnes vosgiennes près de Sainte-Marie-aux-Mines. Ils deviendront leurs protecteurs dans la partie de la vallée qu'ils contrôlent. Les anabaptistes pourront tranquillement mener leur travail sans trop d'hostilité auprès des populations locales. Les seules à trouver ces personnes encombrantes sont les autorités religieuses qui y voient une menace pour leurs propres intérêts. Elles se plaignent souvent auprès des autorités politiques pour leur interdire de faire du prosélytisme.

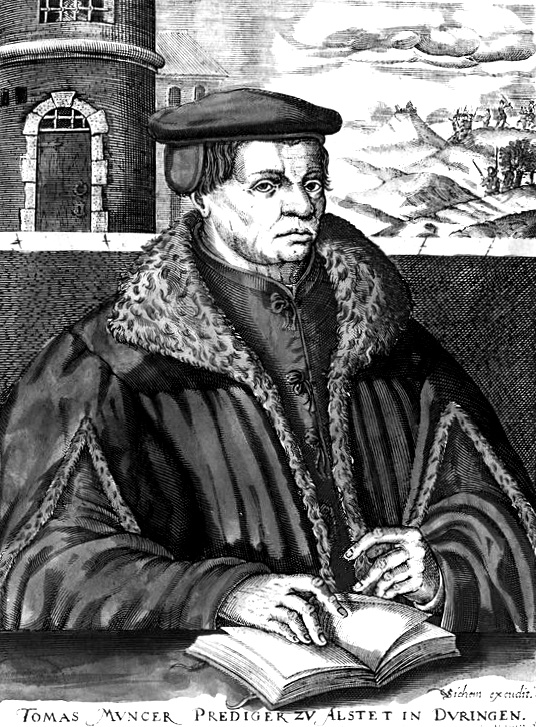
Gravure de C. Van Sichem, XVIIIe siècle)

Les anabaptistes sont principalement des cultivateurs, membres de l'église anabaptiste-mennonite, qui est une communauté de chrétiens évangéliques, issus de la Réforme et crée en 1525 à Zurich par des anciens collaborateurs du réformateur suisse Zwingli. Ils se sont séparés de lui, parce qu'ils tenaient à l'indépendance de l'église par rapport à l'État. Certains ont ainsi préféré abandonner leur patrie et leurs biens plutôt que de se soumettre à des valeurs qu'ils jugent contraire à leur foi. Un grand nombre d'anabaptistes furent d'ailleurs persécutés ou expulsés. La plupart des Anabaptistes qui se sont installés dans la vallée, dont la Hingrie, venaient du canton de Berne. Certains se sont établis au Hang, près de la commune de Saales sur le versant du Climont, d'autres se sont fixés dans les départements des Vosges, du Bas-Rhin et du Haut-Rhin et dans le Palatinat. Il y avait ainsi des Anabaptistes établis dans 16 villages faisant partie du diocèse de Strasbourg et ils formaient à cette époque 62 familles. Une grande partie d'entre eux se sont fixés dans la commune de Sainte-Marie-aux-Mines. Les lieux de leurs assemblés se tenaient souvent à Baldenheim, Ohnenheim, Jebsheim et Sainte-Marie-aux-Mines.
Au départ les anabaptistes étaient divisés en deux tendances : Thomas Münzer et Jean de Leyde furent les premiers meneurs de cette nouvelle religion qui avaient participé à la guerre des Rustauds dès 1521 en Allemagne et en Hollande avant d'atteindre la Val de Lièpvre en 1525. Thomas Münzer fut fait prisonnier au cours d'une de ces batailles où ses propres troupes furent mises en déroute. Il sera exécuté quelques jours plus tard. Il prônait ouvertement la désobéissance si cela allait à l'encontre de leurs principes religieux appelant même à prendre les armes pour se défendre. La deuxième tendance qui tire son nom est celle de Menno Simons un prêtre catholique qui prône le pacifisme. Cette deuxième tendance rejette le baptême des enfants et affirme qu'aucune communauté religieuse quelle qu'elle soit ne peut se prévaloir de la vraie église. Le baptême n'est accordé qu'aux personnes adultes et en toute connaissance de cause. Les disciples reconnaissent obéir aux lois de l'État, mais doivent renoncer aux fastes de la modernité. Les membres de Mannon se disent mennonistes. Les anabaptistes rejettent les idées rigides de Jean Calvin adoptées par la plupart des réformateurs. Ce sont des gens paisibles, occupés par leur négoce, laborieux, vigilants, modérés et charitables. Ils portent la barbe et cherchent avant tout la tranquillité, de préférence dans un coin à l'écart de la majorité des habitants.
Les anabaptistes de la Hingrie suivent la doctrine de Mannon originaire de Frise. Après la mort de Mennon les anabaptistes se divisèrent. Jacob Amman (1645-1730) créée une nouvelle branche mennonite à Sainte-Marie-aux-Mines dès 1693 à la suite de divergences théologiques. Les membres qui suivent Jacob Amman sont alors appelés les Amish.Il est suivi par la très grande majorité des anabaptistes d'Alsace et du Val de Lièpvre. Ces divergences étaient déjà apparues lors de l'Assemblée d'Ohnenheim tenue le 4 février 1660. 
Les anabaptistes, dans les paroisses où ils se trouvent, doivent payer aux curés catholiques les droits de mariage, de sépulture et autres droits que règlent en général tout catholique. Ils doivent aussi contribuer aux frais de la paroisse dans les secteurs où ils se trouvent. 
En 1712, M. de la Houssaye, intendant d'Alsace, reçut des ordres de Louis XIV roi de France de faire chasser de la province tous les Anabaptistes. Il envoya un courrier le 9 septembre 1712 aux baillis d'avertir le plus tôt possible les Anabaptistes et leur famille pour qu'ils quittent l'Alsace. Mais cette décision fut imparfaitement appliquée et on trouve encore une centaine de familles d'Anabaptistes qui résident en Alsace. Les autres se réfugient dans la principauté de Montbéliard, qui était alors une enclave protestante indépendante, tandis que d'autres choisissent de rester dans la Val de Lièpvre qui était toujours lorrain. À la mort de Louis XIV, certains réfugiés en profitent pour revenir en Alsace. Pendant la Révolution les Anabaptistes retrouvent leurs droits. Sous le règne de Napoléon ils perdent à nouveau tous les privilèges. Les Amish se rendent alors compte qu'il leur est difficile de concilier leur mode de vie avec celui des populations locales. Ils quittent massivement la région pour s'installer aux États-Unis et au Canada. Ceux qui choisissent de rester en France doivent accepter la conscription qui est contraire à leurs principes fondamentaux. Ensuite la trace de Jacob Amman se perd, mais on retrouve de nombreux disciples aux États-Unis notamment en Pennsylvanie.

## L'installation d'une verrerie

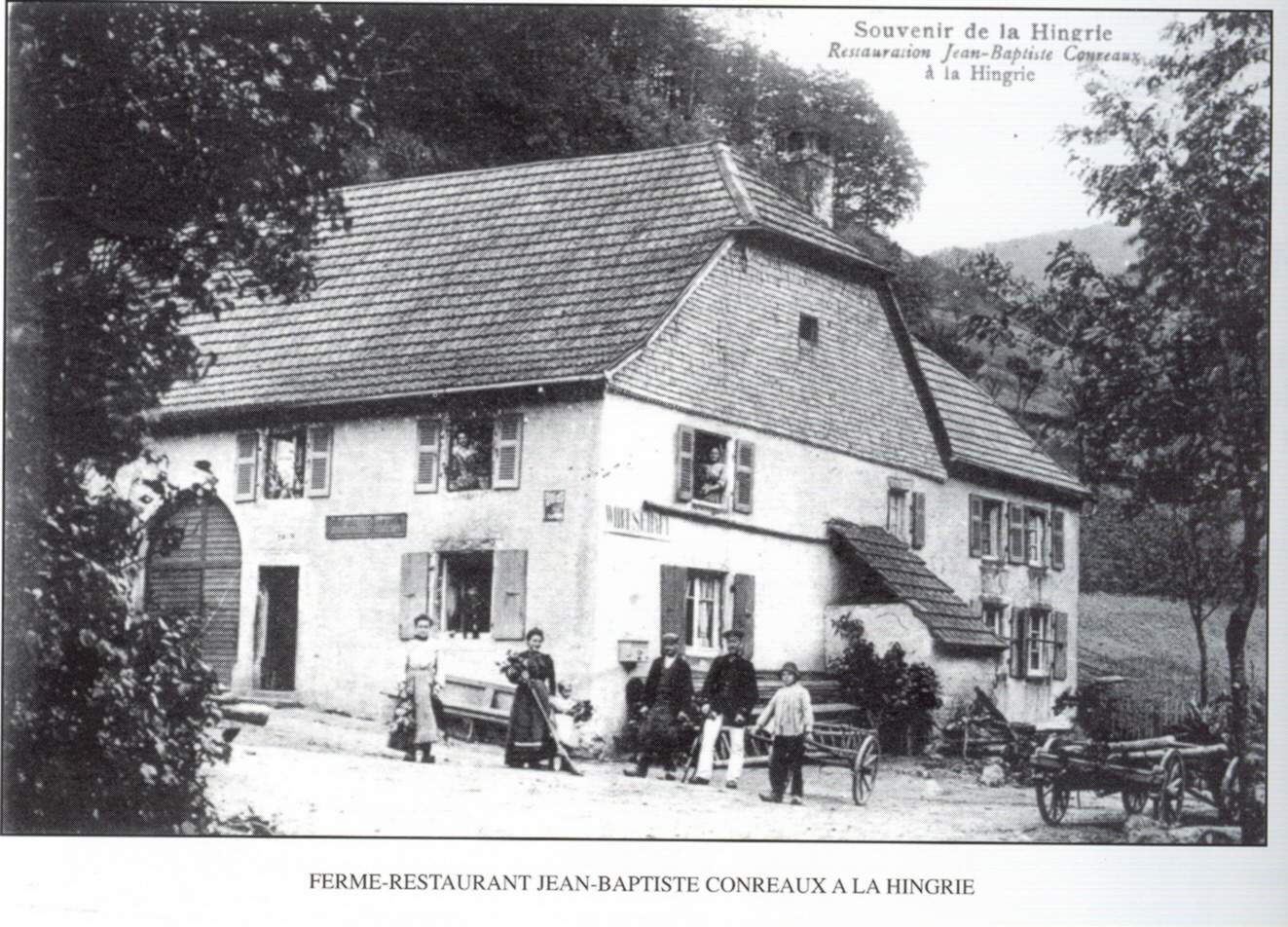
Ferme-restaurant Jean-Baptiste Conreaux de la Hingrie en 1920

Le passé « verrier » du vallon de la Hingrie n'est plus désormais qu'un "souvenir" pratiquement oublié de la population de Rombach-le-Franc. Le territoire dont dépendait la verrerie de la Hingrie était une possession du duché de Lorraine jusqu'en 1766 qui passa ensuite sous le contrôle de la France. Cet endroit avait été choisi en raison de la présence de sable gréseux et du bois de chauffage nécessaire à la fabrication du verre. Il fallait aussi produire du sel alcalin que l'on obtenait généralement par lessivage des cendres végétales. Ces cendres pouvaient provenir d'herbes et de fougères riches en potasse. C'est en 1698 que le duc de Lorraine, Léopold, accorde une exclusivité de la production et de la vente sur tout le territoire du duché de Lorraine à Monsieur de Pommeraye. Il accorde également le privilège au sieur Magnien l'autorisation d'exploiter une verrerie à Tonnay (à 30 km de Nancy). Monsieur de Pommeraye signe un accord de coopération avec les descendants des Ribeaupierre (le Comte Chrétien II de Birkenfeld) pour la production du verre qui possèdent plusieurs verreries à Ribeauvillé(Petite Verrerie, Grande Verrerie et Schelmenkopf au pied de la montagne du Taennchel). C'est en 1708 que le Comte Jean Jacques de Ribeaupierre, aïeul maternel du comte palatin de Birkenfeld échafaude un plan permettant d'exploiter une verrerie à la sortie du vallon de la Hingrie, près du lieu-dit « Haute-Fontaine ». Il est accompagné dans son projet par Jean Baptiste Cingano qui possède déjà quelques parts dans les verreries de Ribeauvillé, et prétend descendre de la noblesse italienne. Il a d'excellentes relations avec des verriers de la Glashutte à Rimbach, près de Soultz. Le premier four commence à produire du verre à partir de 1710. 

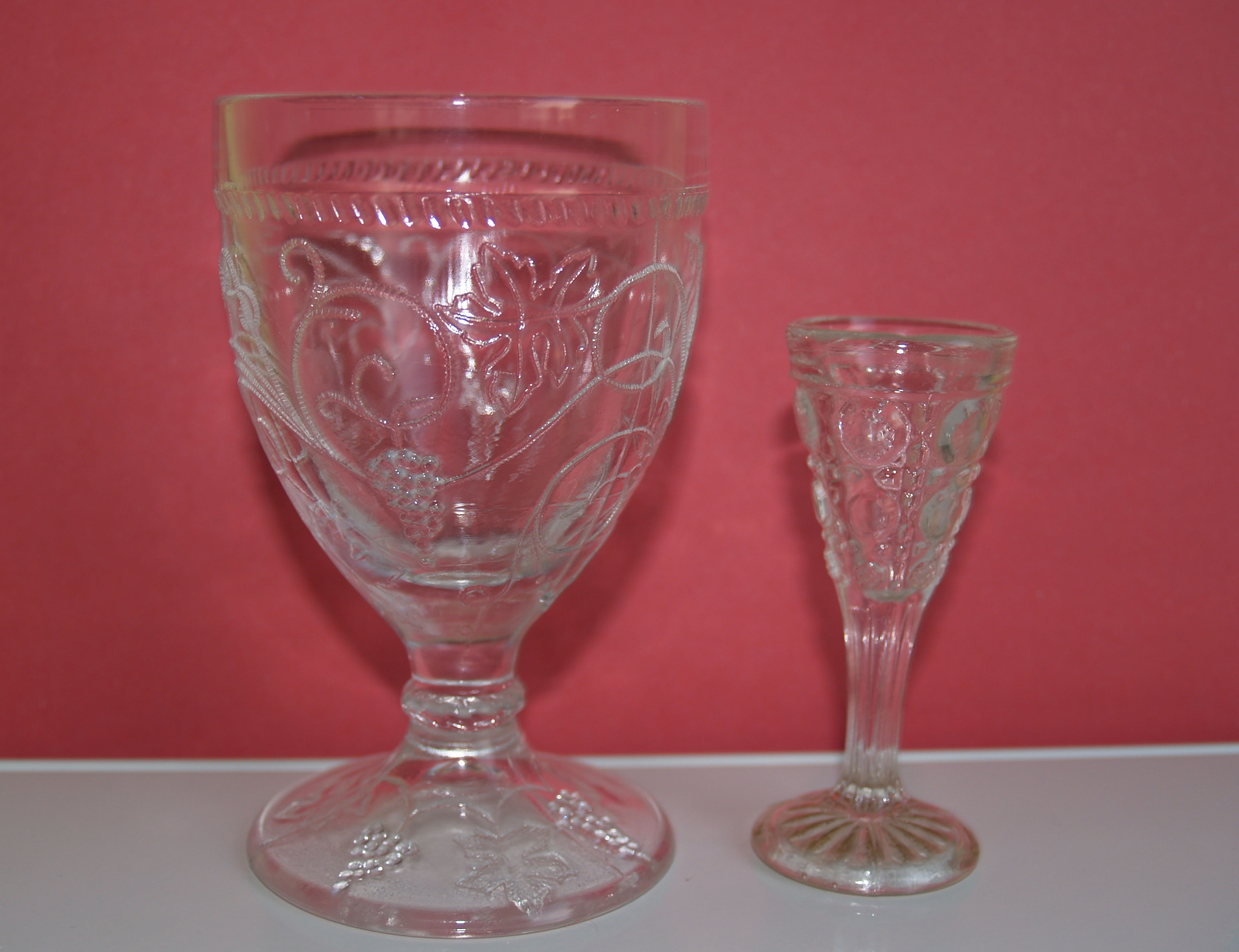
Verres fabriqués par Joseph Hinsinger vers 1750 à la verrerie de La Hingrie

Un an plus tard, on compte déjà 14 maisons à proximité du lieu et cinq années après on dénombre une quarantaine d'habitations où sont logés les verriers. Au plus fort de la production du verre, on dénombra plus de 1000 personnes travaillant à la Hingrie qui compte alors plus d'habitants que le village de l'Allemand Rombach (ancien nom de Rombach-le-Franc). Les verriers de la Hingrie n'avaient pas de compte à rendre à la commune mais seulement à l'administration seigneuriale ou ducale. Généralement les verreries étaient installées près d'une source d'eau et de préférence au fond d'un vallon ou la descente de bois coupé aux flancs de la montagne est plus aisée ou encore dans un centre d'un district qui leur est alloué. Au départ, les ouvriers qui travaillaient sur place n'étaient pas nécessairement des gens du métier, mais des agriculteurs. Seul l'encadrement disposait des compétences nécessaires à la réalisation du verre. Il a donc fallu former des agriculteurs sur place au métier du verre. Mais les propriétaires de la verrerie firent également venir des verriers rompus au métier. Certains étaient originaires de la Forêt Noire, d'autres Lorrains ou encore Savoyards ou encore des Suisses. Une petite équipe de verriers venaient aussi de Ribeauvillé. Ce fut notamment le cas des familles Schneider, Entzmann, Hunzinger Joseph (Hinsinger) et de son beau-frère Joseph Säger. Ces deux derniers sont les époux de Élisabeth et Anne Barbe Engel, filles de Kaspar Engel et de Anne Marie Griner. Les premiers à occuper les lieux furent les familles Tourneur, Bournique, Jacquemin, Jacquot tous des Lorrains. La famille Bucher travaillant également dans cette verrerie venait de la Bohême et la famille Guiot était originaire de l'Argonne. Il y avait également des bûcherons qui travaillaient exclusivement pour la verrerie. Leur rôle consistait à livrer du bois. Tous ceux qui travaillaient sur place avaient le droit de pâturage. Il leur était cependant interdit de vendre du bois, de chasser, de pêcher, de tirer. Le débardage ainsi que le pâturage devaient se faire vers l'amont. Cette verrerie prospéra tant que le bois sera la seule source d'énergie permettant la fusion du verre. Jusqu'au XIXe siècle les verriers étaient constamment à la recherche de forêts de hêtre pour alimenter les fours.

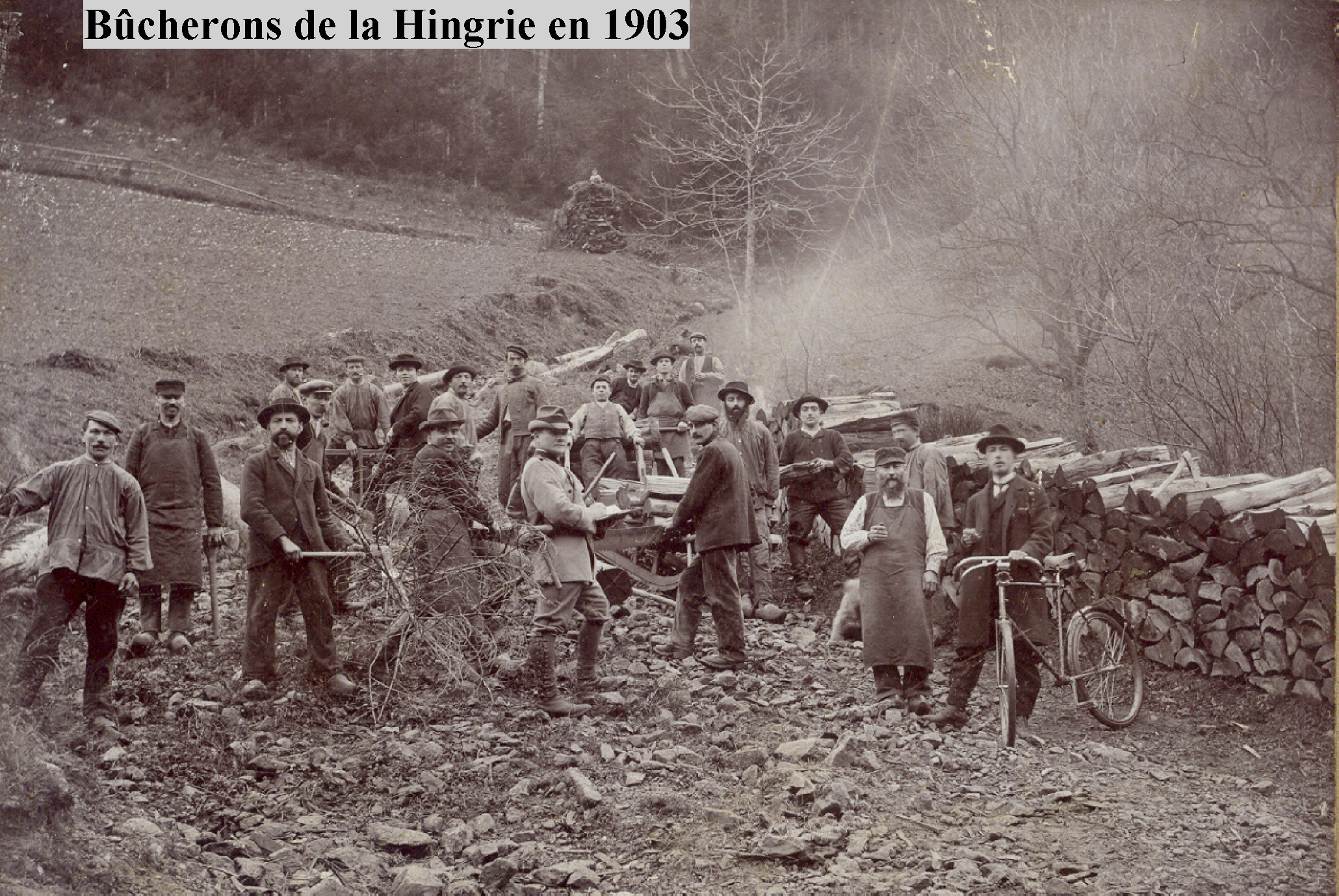
Bûcherons travaillant à la Hingrie en 1903

La cohabitation entre verriers de langue allemande et française est cependant assez délicate au point de provoquer de fréquents heurts. Ces derniers reprochent à leurs collègues allemands de les insulter et de ne pas faire d'efforts pour les comprendre. Ils s'invectivent, se chamaillent, se plaignent et affirment que leurs femmes sont traités de "Welches Cucumer". Une autre verrerie, celle de Portieux dans les Vosges, est abandonnée en 1714. Certains verriers vont alors à Fraize et d'autres à la Hingrie. Vers 1723 une petite partie des verriers quittent la Hingrie pour rejoindre la verrerie du Hang, près de Saales, nouvellement créée. Cette verrerie se trouve au pied du Climont (Weinberg) sur un territoire appartenant à Jean-Henri d'Anthès (1670-1733) maître des forges originaire du Palatinat.
En 1764, un rude coup est porté à la prospérité de la verrerie de la Hingrie par la fondation de deux verreries, l'une à Baccarat (Meurthe-et-Moselle) et l'autre à Bitche (Moselle). C'est le roi Louis XV qui donna l'autorisation à l'évêque de Metz, Louis Joseph de Montmorency-Laval (1761-1802) de fonder une verrerie à Baccarat en Lorraine. En 1816 plus de 3000 personnes travaillent dans cette verrerie. On assiste alors à des débauchages massifs. Les recruteurs utilisent toutes sortes de stratagèmes pour convaincre les verriers de la Hingrie à rejoindre les nouveaux emplacements en leur promettant de meilleures rémunérations. Dès lors on assiste à une lente érosion de la verrerie par manque d'ouvriers compétents à la fabrication du verre. En 1766 avec le rattachement de la Lorraine à la France, la verrerie de la Hingrie reçoit le titre de "Verrerie Royale". La verrerie périclitera doucement jusqu'en 1793 où elle est déclarée propriété nationale. La commune de Rombach-le-Franc obtient alors les 2/3 de la forêt. Petit à petit, à l'apparition de la houille, les verreries disparurent au profit de celles du versant lorrain et des Vosges. Avec la disparition de la verrerie de la Hingrie et profitant d'un laxisme des autorités de tutelle, les fermiers de la Hingrie et de Rombach-le-Franc firent d'énormes ravages dans la forêt en coupant du bois selon leur bon vouloir. Des démêlés s'ensuivirent entre l'administration forestière et les fermiers. L'inspecteur des eaux et forêts adressa alors une lettre d'avertissement au maire pour les mettre en garde. L’administration forestière estimait que les descendants des anciens verriers restés sur place avaient cessé depuis longtemps d'en être les propriétaires et que ces gens étaient en retard avec le paiement du fermage.
Au siècle dernier, on pouvait encore voir certaines maisons à la Hingrie qui comportaient des poêles qui dataient de l'époque de la verrerie. Les habitations comportaient généralement une pièce où se trouvait le poêle. Dans celle-ci, on trouvait la partie chauffante composée de chacun des trois côtés par une rangée de fonte dispersant une agréable chaleur maintenue par de lourdes dalles de pierres qui emmagasinaient cette chaleur. Ces poêles dataient certainement des années 1710-1740 et comportaient des scènes bibliques, notamment les noces de Cana, avec des versets en langue allemande et une date. Cela confirme en tout cas qu'il existait à la Hingrie des verriers de langue allemande qui avaient amené avec eux leur savoir-faire en matière de chauffage. Cette manière de chauffer les pièces d'habitations était fort répandue à l'époque de l'autre côté du Rhin et cette habitude fut longtemps conservée par les gens de la Hingrie.

## Les temps de guerre

### La Révolution

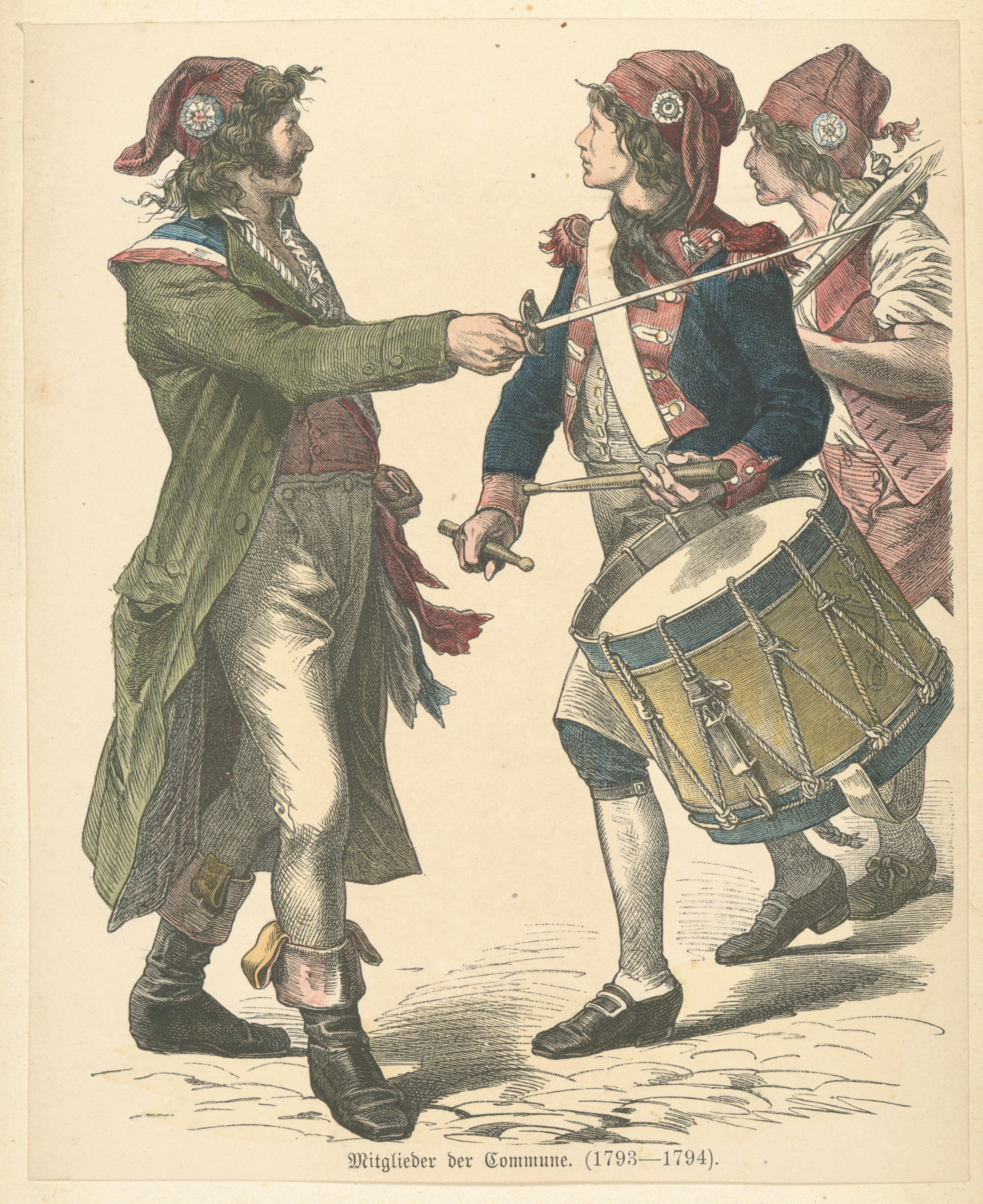
Des Sans-culottes

Pendant la Révolution la Hingrie, a été un refuge pour les prêtres réfractaires de la vallée pourchassés par les révolutionnaires. Des bandes armées portant le bonnet phrygien et vêtus d'habits à rayures, chaussés de sabots bourrés de paille parcouraient la vallée en direction du col de la Hingrie où on leur avait signalé que des prêtres s'y réfugiaient. L'un de ces prêtres disait souvent la messe à la chapelle de la Goutte située à 2 km du Creux-Chêne, près de la Hingrie. Il arrivait même que les prêtres se rencontraient secrètement dans les environs de la Hingrie pour se répartir les tâches. Ils étaient souvent avertis des dangers par les fidèles, ce qui leur permettait d'échapper aux poursuivants. Les Révolutionnaires avertis de la complicité d'une partie de la population n'hésitaient pas à incendier les fermes suspectes ou vidées de leurs occupants. Trois prêtres se cachaient dans les parages : l'abbé Boulanger, curé de Rombach-le-Franc et nommé depuis 1786, l'abbé Seck, de Fouchy, et l'abbé Schaal de Sainte-Croix-aux-Mines. L'abbé Seck de Fouchy sera d'ailleurs arrêté quelques mois plus tard et guillotiné. L'abbé Boulanger parviendra à s'échapper en Allemagne à partir du 17 novembre 1792, faisant quelquefois des retours inopinés à Rombach-le-Franc pour s'assurer de la loyauté de la population.
Au XIXe siècle, la Hingrie compte environ 80 familles.

### La guerre de 1870
En 1871, la douane allemande installe un poste de surveillance au col de la Hingrie. En attendant de trouver un logement dans le hameau même de la Hingrie, les hommes sont logés à l'école de la Hingrie, où on leur cède une 4e chambre, occupée auparavant par l'instituteur .

### La guerre 1914-1918
Le 3 août 1914, l'Allemagne déclare la guerre à la France. Le 7 août des troupes françaises pénètrent en Alsace. Un détachement du  22e Régiment d'Infanterie campe au col de la Hingrie dès le mois d'août. D'octobre 1914 à mai 1916 un détachement du 37e Régiment d'Infanterie pris position à la Hingrie. Un autre petit détachement, appartenant au 22e Régiment d'Infanterie, stationne à Schlingoutte. Le 5 août, le conseil municipal de Rombach-le-Franc est amputé de plusieurs de ses membres pour cause de réquisition à l'armée. La commune propose de dégager un crédit de 200 marks pour venir au secours des familles privées du père de famille à la suite de la mobilisation. Elle doit aussi payer les salaires des militaires pour l'occupation des frontières. Le 15 août 1914, alors qu'il se repose au col de Schlingoutte, un détachement de la 22e compagnie d'Infanterie de l'armée française est surpris par une patrouille allemande. Les Français doivent faire face à un feu nourri. Après la cessation des tirs, on dénombre de nombreux morts du côté français. Dix-neuf cadavres sont enterrés sur place et le reste des dépouilles est entassé sur un chariot. Voulant sans doute impressionner la population locale, le chariot tiré par des bœufs traverse le village de Rombach-le-Franc, provoquant un grand émoi parmi les habitants et accentuant encore un peu plus l'hostilité de la présence allemande dans cette vallée francophone. Devant une attitude aussi hostile, les Allemands soupçonneux à l'égard de la population font surveiller le village. Un zeppelin avec une nacelle évoluera au-dessus de la Chambrette pour surveiller les va-et-vient de la population, mais aussi pour repérer les fugitifs qui essaient de passer de l'autre côté de la frontière, à Lubine dans les Vosges.
Noms des soldats français tués à la Hingrie ou au col de Schlingoutte (liste non exhaustive) :
1. Alet Paul Georges Albert : soldat de 2e classe du 22e R.I. - matricule 4055 - né à Martial (Tarn) le 19/11/1890 - Mort pour la France, tué à la Hingrie le 19 août 1914 - Décédé à la suite de ses blessures ;
2. Algeier Jean Valentin Joseph -  soldat de 2e classe du 22e R.I.  - matricule 03196 - né le 31/07/1887 à Saint-Étienne Mort pour la France le 15/08/1914 tué au col de Schlingoutte ;
3. Bardet Louis : soldat de 2e classe du 22e R.I. - matricule: 1211 - né à Saint-Christophe (Allier) le 22/09/1890 - tué par l'ennemi au col de Schlingoutte le 15/08/1914 ;
4. Baruel André Abel : soldat de 2e classe 22e R.I. - matricule : 5346 - né à Grenoble (Isère) le 29/07/1893 - Mort pour la France le 15/08/1814 au col de Schlingoutte  - Inhumé à Rombach-le-Franc puis sans doute exhumé ultérieurement ;
5. Chamardon Louis Étienne : sergent - matricule : 06078 - né le 09/06/1890 - Mort pour la France le 18/08/1914 sur les hauteurs de la Hingrie et du col de Schlingoutte  ;
6. Grozier Jean Baptiste : caporal du 22e R.I. - matricule : 4120 - né à Saint-Roche (Saône-et-Loire) le 05/02/1895 - Mort pour la France le 15/08/1914 au col de Schlingoutte ;
7. Deschamps Julien Fernand : soldat de 2e classe du 22e R.I. - matricule 3964 - né à Servoz (Haute-Savoie) le 09/11/1891 - Mort pour la France le 15/08/1914 au col de Schlingoutte ;
8. Dumont Jean : soldat de 2e classe du 22e R.I. - matricule no 03331 né à Saligny-sur-Roudon (Allier) le 15/07/1888 - Mort pour la France le 15/08/1914 à la suite de ses blessures au col de Schlingoutte ;
9. Exbraya Maurice Jean Louis : soldat de 2e classe du 22e R.I. - matricule : 4886 - né le 15/04/1892 à Saint-Étienne (Loire) - Mort pour la France au col de Schlingoutte le 15/08/1914 ;
10. Flandrin Mary Antoni Francisque : soldat de 2e classe du 22e R.I. - matricule 03188 - né le 19/11/1889 - Mort pour la France le 15/08/1914 à la suite de ses blessures au col de Schlingoutte ;
11. Marchand François Joseph : soldat de 2e classe du 22e R.I. - matricule : 53131 - né le 10/11/1893 - Mort pour la France le 15/08/1914 près de la ferme du col de Schlingoutte ;
12. Messin Joseph Antoine : soldat de 2e classe du 22e R.I. - matricule : 3577 - né le 13/03/1888 -  Mort pour la France le 15/08/1914 au col de Schlingoutte ;
13. Ogier Louis Rozan : soldat de 2e classe du 22e R.I. - matricule : 5421 - né le 13/11/1893 à Beausemblant (Drôme) - Mort pour la France le 15/08/1914 au col de Schlingoutte ;
14. Rabatel Pierre Henri : soldat de 2e classe du 22e R.I. - matricule : 2687 - né à Saint-André-le-Gaz (Isère) le 30/06/1887 - Mort pour la France le 15/08/1914 de ses blessures à Gelingoutte (Hingrie) ;
15. Renault Alfred Louis : caporal du 22e R.I - matricule : 5420 - né à Avignon (Vaucluse) le 18/03/1893 - Mort pour la France le 15/08/1914 au col de Schlingoutte ;
16. Vincent Joanny Marius : soldat de 2e classe - matricule : 5117 - né à Lyon (Rhône) le 28/06/1893 -  Mort pour la France au col de Schlingoutte le 15/08/1914.

Pendant la Première Guerre mondiale les soldats du génie allemand aidés par des prisonniers russes firent des travaux pour élargir le chemin qui mène à partir de « la Varrière » au fond du vallon de la Hingrie vers le col de Noirceux pour se poursuivre jusqu'au ban de Fouchy. Il devait permettre d’approvisionner le front et particulièrement la chaume de Lusse et fut baptisé par les habitants « la route des Allemands ». Il ne fut achevé qu'en 1918 et son exploitation ne fut donc que de peu d'intérêt. Par contre cette voie facilita l'accès aux fermes du col de Noirceux et particulièrement la ferme Hestin qui servit de cantine aux constructeurs et où l'on pouvait se restaurer durant les années qui suivirent la Grande Guerre.
En 1922, l'annexe de la Hingrie est composée de 52 maisons avec une population de 224 habitants, dont 45 écoliers qui fréquentent l'école du lieu.

## Évolution de la population à la Hingrie
Bien que faisant partie de la commune de Rombach-le-Franc, le hameau de la Hingrie, à un moment donné de son histoire, a compté plus d'habitants que le village lui-même. Entre 1710-1745 une verrerie fonctionnait à plein régime dans le secteur de Haute Fontaine. Ensuite la verrerie commença à lentement péricliter jusque vers 1810. Des ouvriers venus de la Forêt Noire, de Ribeauvillé, de la Lorraine et de la Picardie ont commencé à peupler ce hameau. Au plus fort de son activité, la verrerie attira jusqu'à plus de 1000 personnes travaillant dans ce hameau. Certains verriers habitaient le village même dans un lieu dénommé le "Champ des huttes", d'autres s'étaient établis dans les villages environnants. Après la disparition de la verrerie le nombre des habitants chuta fortement.
Quelques chiffres :
- 1730= 1102 habitants
- 1870 = 642 habitants
- 1905 = 258 habitants
- 1910 = 298 habitants
- 1919 = 178 habitants
- 1922 = 224 habitants
- 1947 = 137 habitants
- 1956 =  45 habitants
- 1962 =  40 habitants
- 1965 =  35 habitants
- 1966 =  31 habitants
- 2006 =  13 habitants

## La faune
Un inventaire exhaustif des espèces animales que l'on peut apercevoir à la Hingrie ou à proximité serait long et fastidieux à établir. Nous fournirons donc que quelques éléments d'information concernant les espèces, pas seulement spécifiques à la région mais aussi aux secteurs géographiques proches, qui y occupent une place intéressante. Leur présence ou leur disparition permettra de s'intéresser à leurs biotopes. La modification, voire la destruction de certains biotopes ont provoqué la disparition progressive ou brutale de plusieurs espèces animales.

## Les mammifères

### Le loup

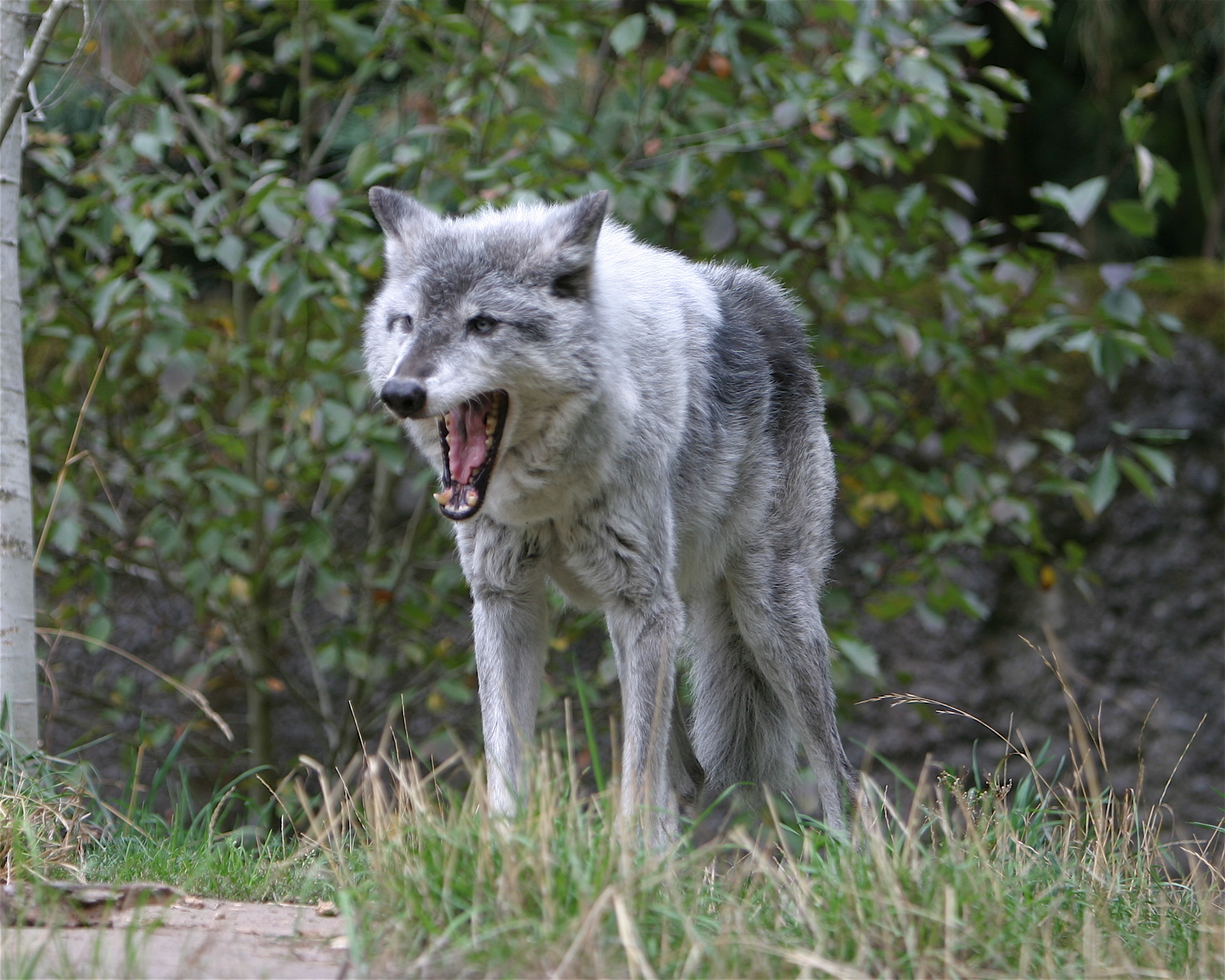
Un loup

Les archives, voire les coupures de journaux du début du XXe siècle nous livrent de précieuses indications sur la présence de tel ou tel animal.  Par exemple l'ours a disparu du massif vosgien dès le Moyen Âge, mis à part quelques animaux isolés abattus tardivement au XVIIIe siècle.  Autre mammifère redouté de nos ancêtres, le loup qui a survécu plus longtemps dans les forêts de montagne. Aux XVI et XVIIIe siècle  les loups étaient encore assez nombreux dans les montagnes de la région. Les loups ne se montraient au grand jour qu'à la suite des guerres et des famines. Le Dr Faudel écrivait en 1879 que depuis vingt ans le loup  avait pratiquement disparu dans les environs de Colmar. Vers 1864 on apercevait encore un loup rôdant jusqu'à l'intérieur de la ville de Sainte-Marie-aux-Mines. À cette époque dans les environs immédiats de la Hingrie on apercevait encore quelques rares spécimens. Entre 1654 et 1773 les autorités payaient des primes sur les deniers communaux pour chaque loup abattu. A Rombach-le-Franc la prime s'élevait à 2 francs en 1664 et 1712 puis elle passa à 4 francs. Ce fut dans les années 1664, 1694, 1697, 1743 et 1773 que l'on tua le plus de loups dans le Val de Lièpvre. Il est à remarquer que plusieurs d'entre eux furent abattus pendant la belle saison, ce qui permet de conclure qu'à cette époque, le loup carnassier sédentaire était encore présent dans nos régions. Pour attraper les loups on creusait généralement une fosse appelée "louvière" et on y déposait une charogne destinée à attirer l'animal. Celui-ci restait prisonnier au fond de l'excavation. Au cours de l'hiver rigoureux de 1906-1907 des loups auraient attaqué et dévoré des chiens près des fermes de Froide Fontaine, près de (Fouchy), pas très loin de la Hingrie ( . Ensuite des individus erratiques ont été signalés jusqu'en 1950 dans la province.

### Le chat sauvage
Autre mammifère aujourd'hui éteint dans la région, la loutre qui fréquentaient encore les rivières il y a quelques décennies. Chassée par les pêcheurs, convoitée par sa fourrure et sensible à la pollution, la loutre a, disparu définitivement des  cours d'eau de la contrée. Parmi les mammifères actuellement présents dans la région il en est deux de la famille des félidés dont la rareté n'a d'égale que leur discrétion. Le chat sauvage, à ne pas confondre avec le chat haret, chat domestique retourné à l'état sauvage, se soustrait à la vue des promeneurs car ses mœurs sont essentiellement nocturnes. La presse locale du début du siècle signale régulièrement la présence de ce mammifère. Il est souvent accusé de commettre de gros dégâts parmi la volaille et le jeune gibier. Considéré de ce fait comme nuisible par les chasseurs, le chat sauvage d'Europe a été "tiré" régulièrement. Depuis 1970, c'est une espèce protégée sur l'ensemble de son aire de répartition. Il reste toujours présent dans les massifs montagneux boisés, le Grand Haut (Rombach-le-Franc), le Chalmont, et le Taennchel et dans le Val de Villé. Des observations fiables et récentes ont permis d'observer la présence de ce petit mammifère dans les alentours de la Hingrie, Breitenau, Triembach-au-Val, le Château du Frankenbourg, la région forestière de Neubois-La Vancelle et le Hohwarth au pied de l'Ungersberg.

### Le lynx

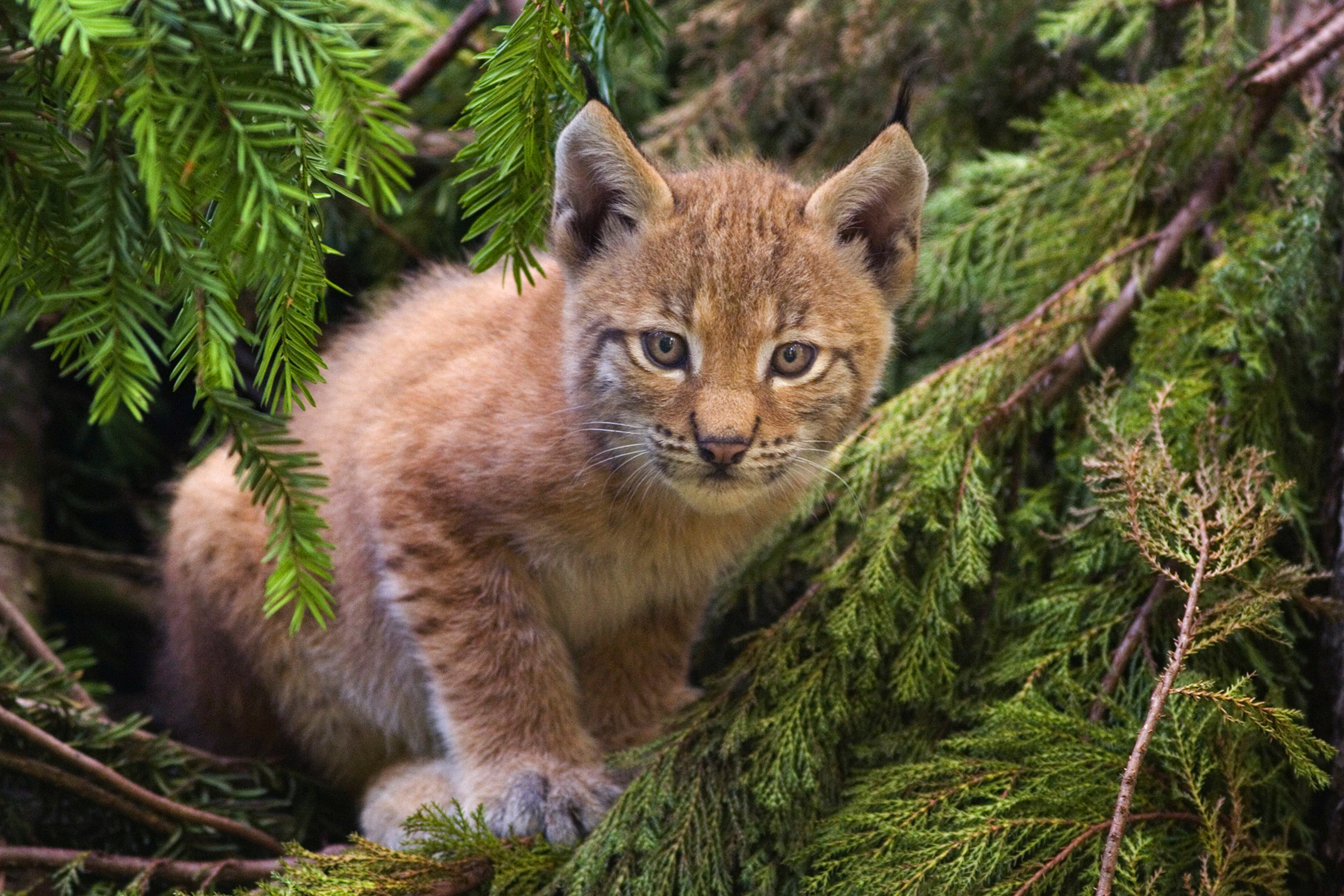
Un très jeune lynx

Le lynx a probablement disparu dans le massif vosgien au XIXe siècle. Il a fait l'objet d'une campagne de réintroduction qui, en son temps, a soulevé une vive polémique entre naturalistes et chasseurs. C'est en 1983 et 1984 que les premiers individus originaires de la Tchécoslovaquie ont été lâchés dans les Vosges moyennes. Les lynx se sont éparpillés par la suite dans l'ensemble du massif, payant souvent un lourd tribut à la maladie, à la route et au braconnage. Au fil des ans, les félidés survivants et leurs descendants se sont constitué des territoires dans la montagne. Ils s'étendent actuellement sur une aire comprise entre 30 000 et 80 000 ha par animal, c'est-à-dire que leur densité reste extrêmement faible et qu'il existe peu de chances de le croiser. Les naturalistes estiment que la surface minimale de ces territoires ne devrait pas être inférieure à 10 000 ha. Le lynx a été plusieurs fois observé dans les secteurs de Rombach-le-Franc, de l'Altenberg (secteur du Rocher du Coucou, Chalmont, La Vancelle) où il est resté présent du 19 au 23 avril 1994 pour dévorer en quelques jours un chevreuil qu'il avait réussi à tuer. Durant cette période il a d'ailleurs semé trouble et insécurité parmi les cervidés présents dans les environs. Aujourd'hui que les polémiques semblent apaisées et que les médias se font plus discrets, il apparaît que le lynx s'est durablement installé dans la région avec des reproductions attestées (Taennchel, La Hingrie dans les environs du col de Fouchy. Les hauteurs de Rombach-le-Franc et de Fouchy font partie des territoires qu'il fréquente. Sa discrétion et la densité encore très faible de sa population sont actuellement ses meilleurs atouts pour échapper à l'homme, son seul prédateur.

### Le chamois

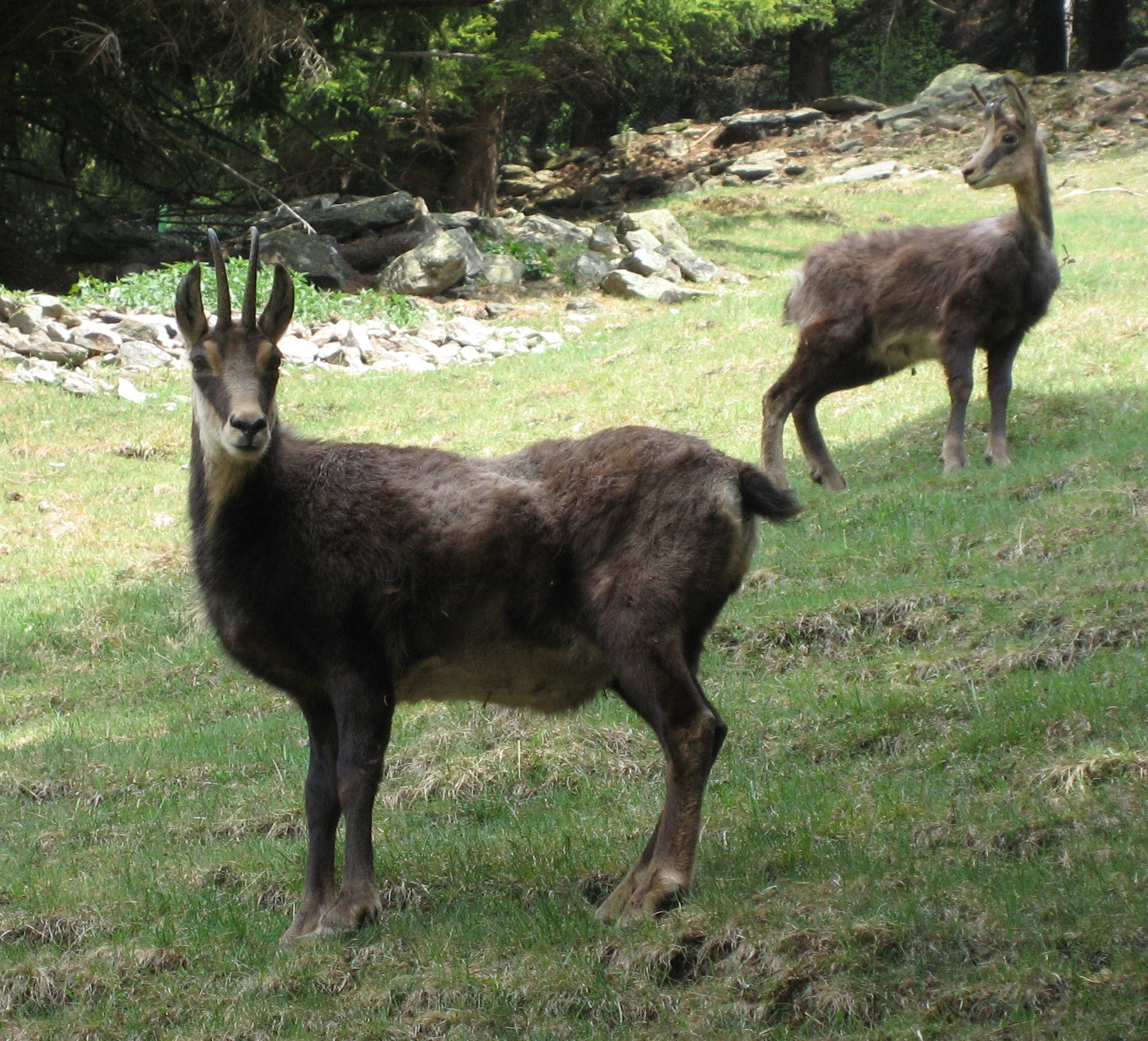
Chamois

Autre mammifère réintroduit dans les Vosges le chamois depuis 1956 dans le massif du Markstein année où onze individus repris au Feldberg (Forêt-Noire) ont été lâchés. Les effectifs des chamois ont rapidement progressé : 1964: 50, 1972 : 270, 1975: 710, 1977: 800 au point que des plans de chasse ont été autorisés à partir de 1975. L'espèce a depuis colonisé les biotopes qui lui conviennent (rochers abrupts et forêts). Les chamois ont rapidement progressé vers le nord pour atteindre le lac Blanc et le lac Noir, puis la haute vallée de Sainte-Marie-aux-Mines (Col des Bagenelles). On les trouve aujourd'hui également à la Hingrie et dans les parages du Val de Villé. À la Hingrie, on peut les voir surtout dans les secteurs de Bestegoutte et les pentes rocheuses de la Vif Roche et de la Besse des Pentes et au Naltérain. Il n'est pas rare de les apercevoir traversant le ruisseau du Rombach en direction du Creux de Chêne. Une vingtaine d'individus ont à présent élu domicile dans les secteurs de la Hingrie-Creux de Chêne, de Chambrette et du col de Fouchy. De temps en temps des individus erratiques issus de cette population fréquentent de temps à autre les parages du Val de Villé : plusieurs spécimens ont été observés aussi dans le massif de l'Altenberg et le Champ du Feu.

### Le cerf
Le cerf est l'hôte le plus spectaculaire des forêts vosgiennes ; gibier prestigieux, il avait pratiquement disparu de celles-ci vers le milieu du XIXe siècle. L'espèce est aujourd'hui bien présente dans les Vosges du Nord et les hautes Vosges. La localisation des hardes et la densité de la population relèvent aujourd'hui davantage d'une logique de gestion d'un cheptel que d'une adaptation au milieu. Rombach-le-Franc se situe entre plusieurs pôles majeurs de populations de cerf : au nord le Val de Villé et le massif d'Andlau, le Howald, Champ du feu, au sud le Chalmont, la région du Taennchel, le Haut-Koenigsbourg, à l'ouest la région de Sainte-Croix-aux-Mines et Sainte-Marie-aux-Mines. Dans la vallée, les densités les plus élevés sont relevés sur les hauteurs du col du Petit Haut sur les hauteurs de Rombach-le-Franc et Breitenbach (4 animaux pour 100 ha où ils provoquent d'ailleurs des dégâts d'écorçage importants en particulier sur les épicéas. Ironie de l'histoire cette essence avait justement été choisie et privilégiée parce que les jeunes plants n'étaient pas broutés par les cervidés ! 

### Le chevreuil

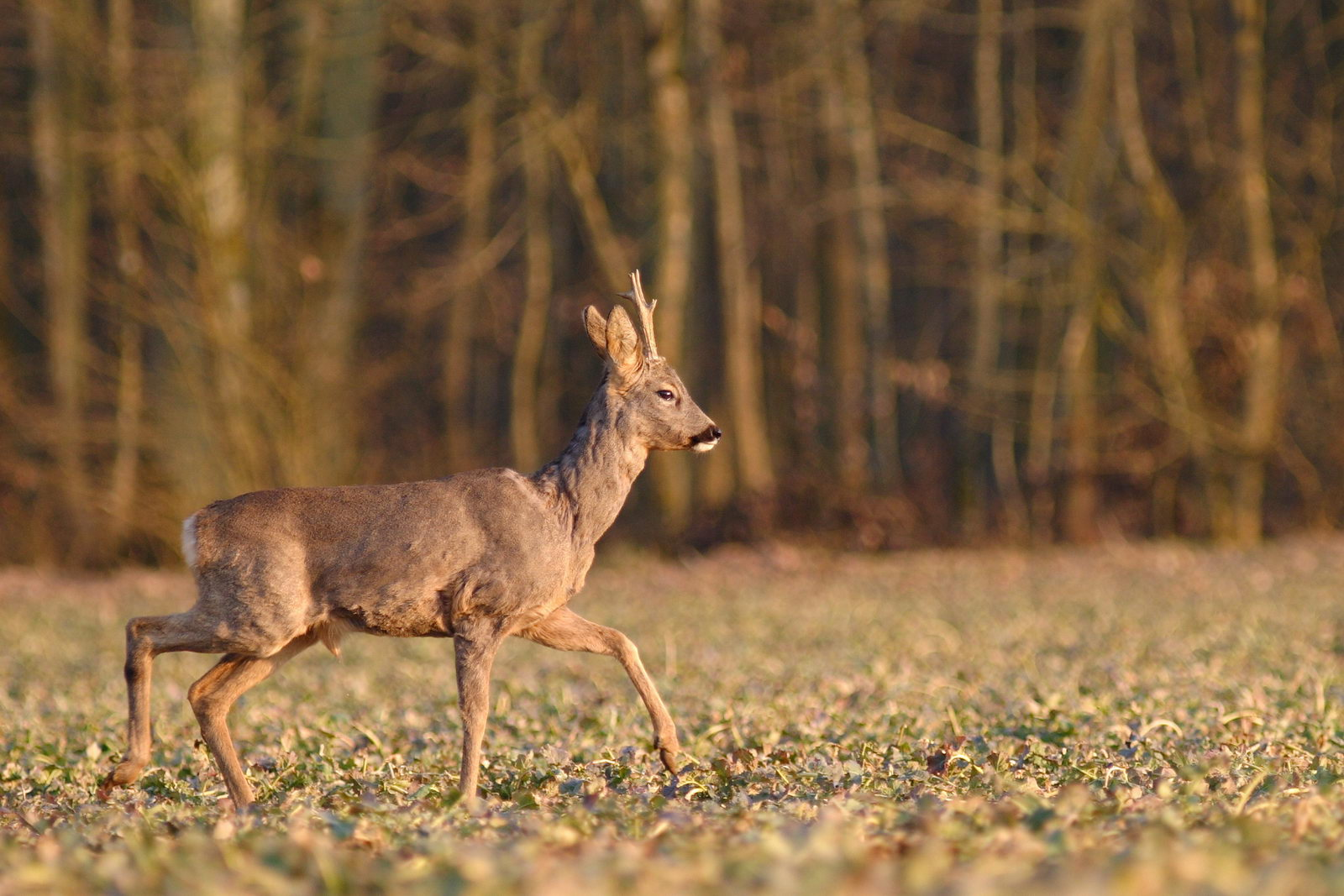
Un brocard

Le chevreuil est largement représenté dans la vallée et il n'est pas rare de l'observer dans les pâturages ou près du secteur de la Hingrie ou du village de Rombach-le-Franc. En l'absence de prédateurs (loup, lynx) la chasse constitue le seul moyen d'en contrôler la population. Environ 400 à 500 sont "tirés" chaque année, principalement dans les communes forestières de la vallée et la vallée supérieure ainsi que dans le secteur de l'Altenberg. La densité du cerf varie de 6 à 10 animaux pour 100 ha.

### Le sanglier
Autre gibier chassé, le sanglier qui fréquente aussi bien les forêts de montagne, les friches, cultures et pâturages. Sa prolifération anarchique est encouragée par l'affouragement dont il est l'objet de la part des chasseurs. Bénéficiaire d'un nourriture abondante qui s'ajoute à son alimentation naturelle (gland, faînes, châtaignes, racines, voire faons de chevreuil) la femelle peut mener à bien deux ou trois portées par an. Malgré les plans de tir sa densité reste notoirement exagérée, artificiellement maintenue par certains locataires de chasse pour lesquels il représente une proie facile.

### Le blaireau européen et le renard

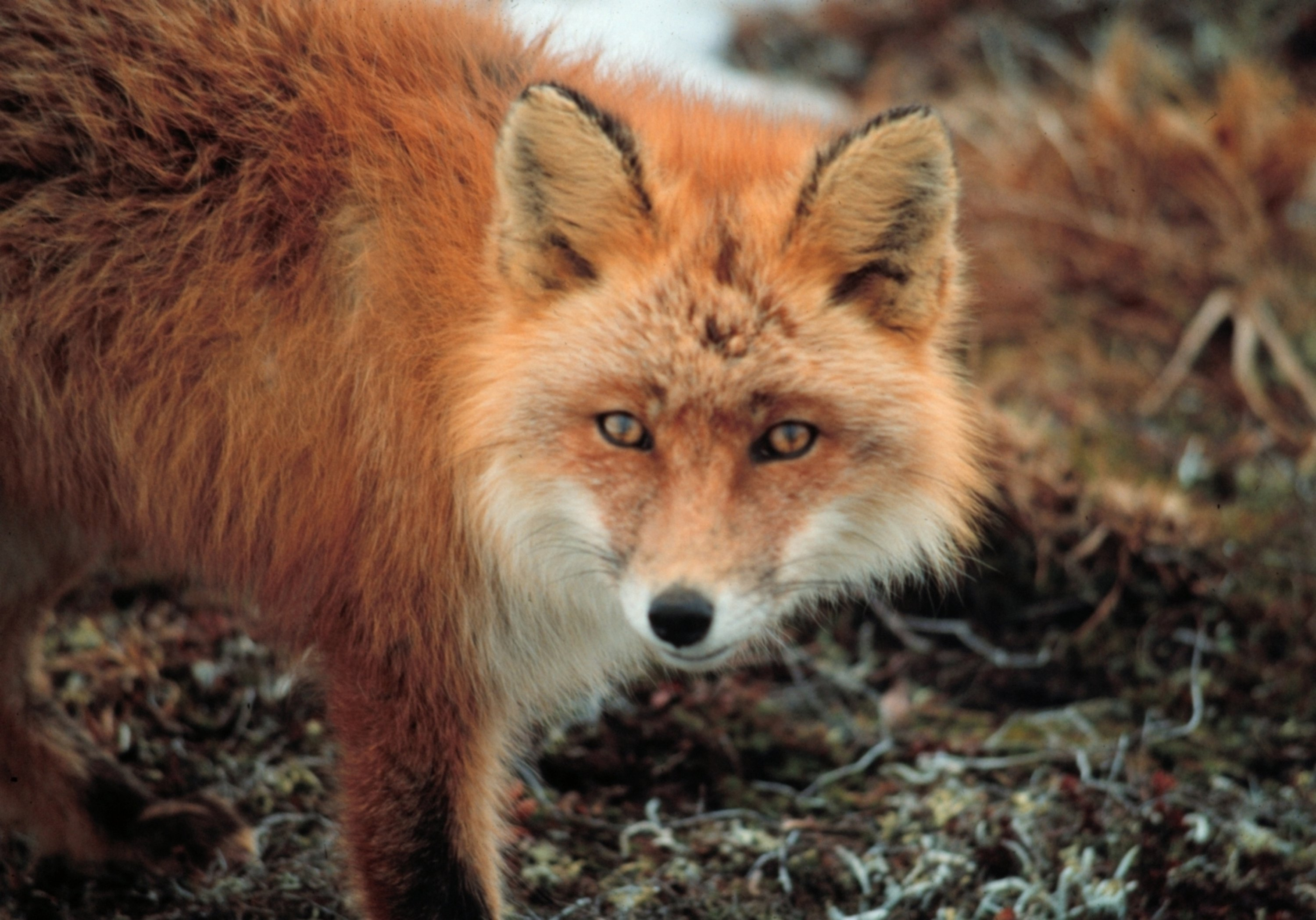
Renard roux

Parmi les hôtes des bois, relevons encore le renard, le blaireau, la marte, la fouine, le putois quelque peu revenus en grâce depuis que l'épizootie de la rage semble s'en être éloignée. D'abord exterminés (gazage de terriers, empoisonnements) comme principaux vecteurs de la maladie, ces animaux bénéficient aujourd'hui de campagnes de vaccination par voie orale (appâts imprégnés) qui paraissent efficaces. Le lièvre (à ne pas confondre avec le lapin de garenne), peu chassé, peut de ce fait atteindre des tailles impressionnantes.

## Les oiseaux

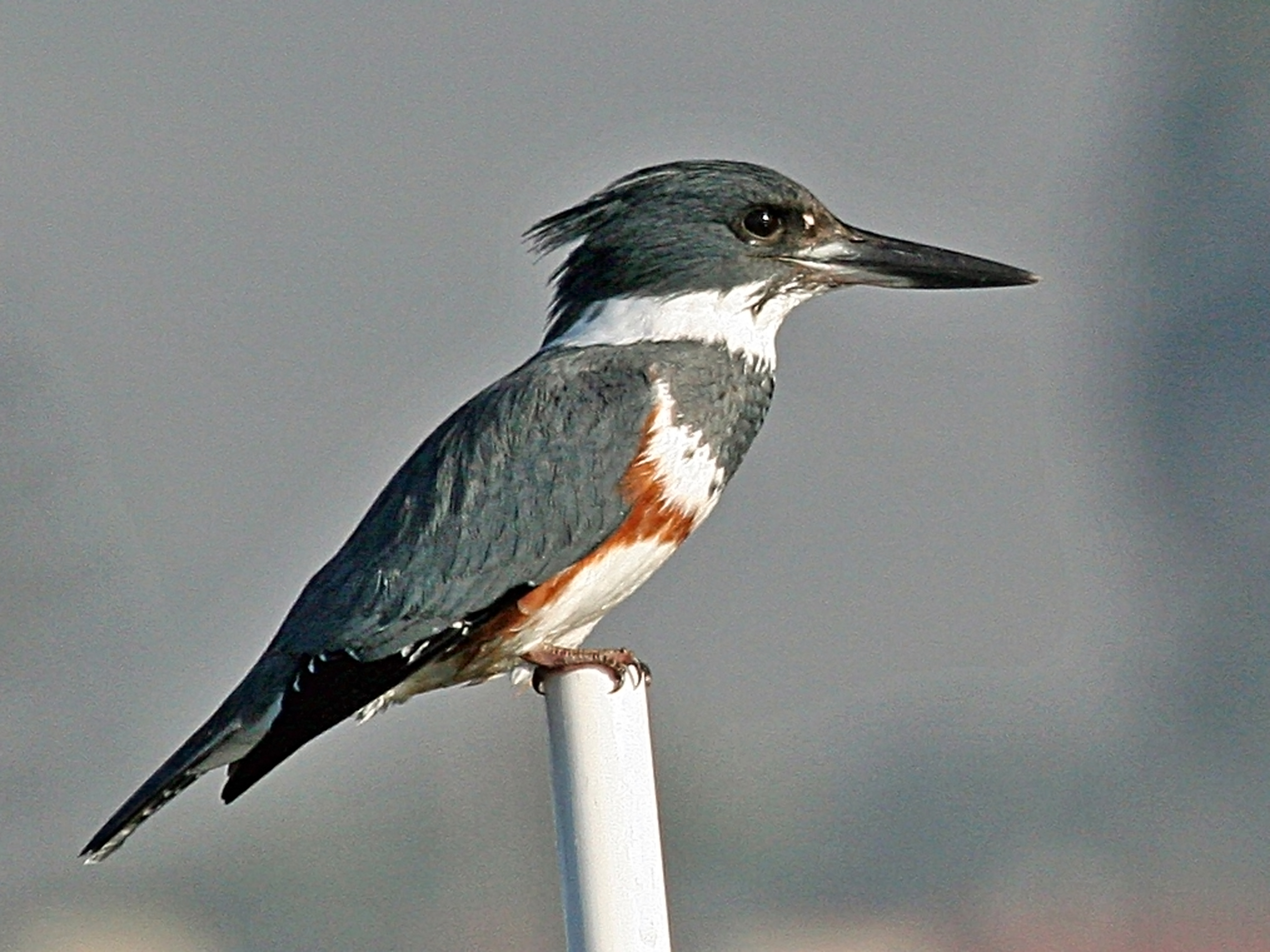
Megaceryle alcyon femelle

Les trois oiseaux les plus prestigieux que l'on rencontre à la Hingrie sont sans conteste le cincle plongeur, le martin-pêcheur et le héron cendré, tous trois nicheurs dans la vallée. Le cincle plongeur est reconnaissable à sa bavette blanche et à sa curieuse façon de chasser. L'oiseau après avoir soigneusement imperméabilisé son plumage, n'hésite pas à plonger dans les eaux froides et agitées. Il remonte alors le courant en marchant sur la surface quelque six à huit secondes plus tard. Il vole en général au ras de l'eau en suivant le lit de la rivière. Tributaire du nombre d'insectes vivant dans l'eau, il est considéré comme un bon indicateur de la qualité de l'eau. Devenu assez rare du fait de la dégradation de ce milieu, il reste cependant régulièrement observé dans les rivières du Rombach et ses affluents plus importants (Lièpvrette).
Le martin-pêcheur est sans doute le plus bel oiseau des rivières  de la vallée. Remarquable par son plumage aux reflets chamarrés, il choisit pour nicher une berge abrupte et fraichement érodée. De la terre meuble, il creuse un tunnel horizontal pouvant atteindre un mètre de long. On l'observe souvent perché sur une branche surplombant le cours d'eau. À la vue d'une proie, il s'élance à toute vitesse, plonge et saisit sa victime de son redoutable bec. Cet oiseau magnifique jouit d'une réputation détestable auprès des pêcheurs. C'est oublier un peu vite que s'il prélève bien son tribut dans la nature, il n'est pour rien dans la dégradation du milieu aquatique qui empêche de plus en plus la reproduction naturelle des poissons. Des eaux de bonne qualité s'écoulant dans le milieu préservé (pollution, aménagement) seraient de nature à abriter une population piscicole suffisant à répondre aux besoins de ces oiseaux et à l'appétit des pêcheurs.

### Le héron cendré

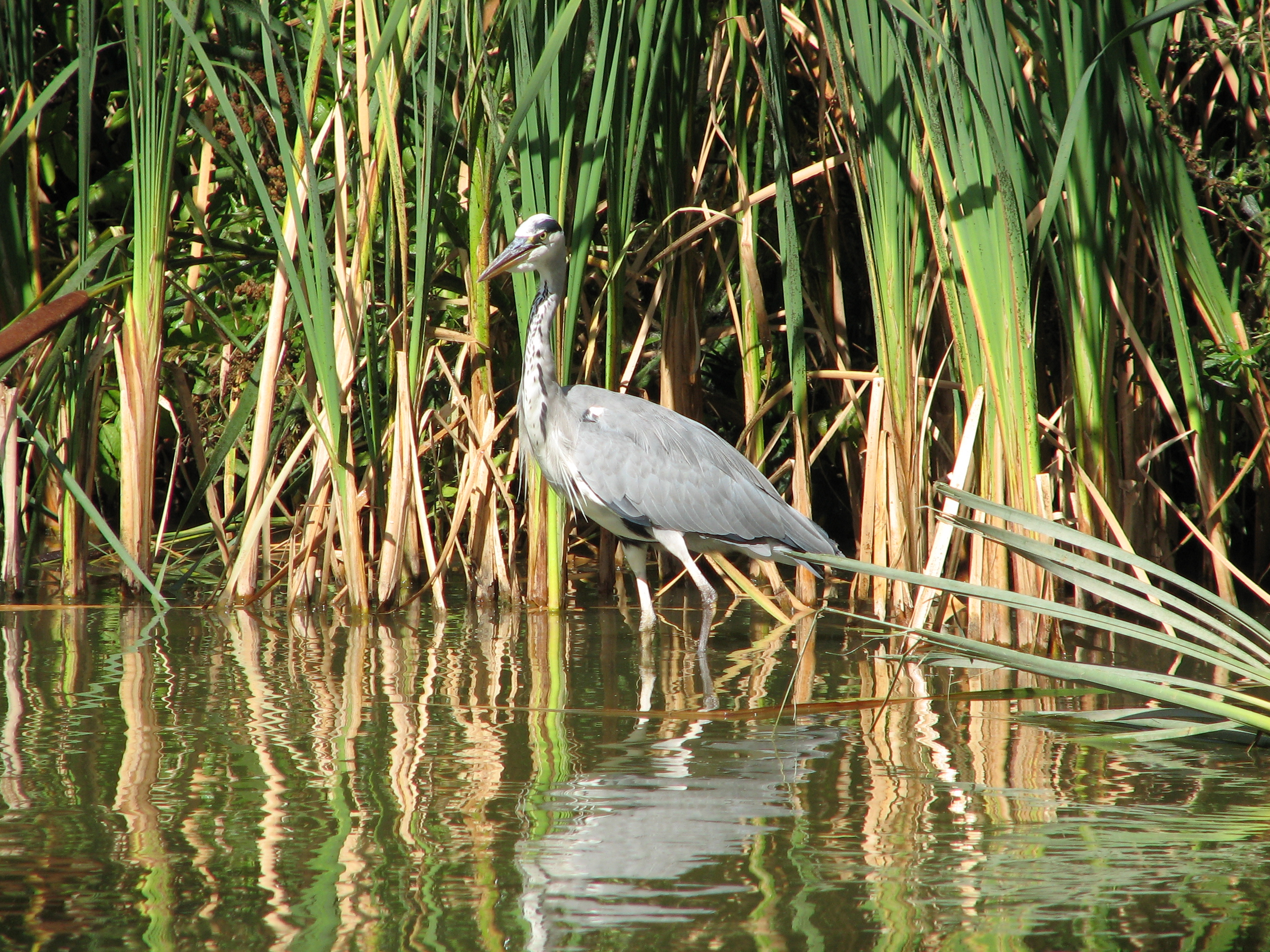
Héron cendré dans un parc urbain

Le héron cendré s'est vu attribuer une réputation tout aussi mauvaise. Le héron est bien présent dans la vallée vosgienne, mais il ne saurait être question d'apparition et encore moins d'invasion. Au XIXe siècle le  héron cendré, comme d'autres prédateurs ont fait l'objet de campagnes d'extermination avec primes alléchantes à la clé. Cela dure jusqu'à la Première Guerre mondiale. Entre les deux guerres, alors que les hommes pansent leurs plaies, l'oiseau a quelque répit. Des destructions sporadiques interviennent à nouveau après la Seconde Guerre mondiale et ce n'est qu'en 1975 que le héron cendré bénéficie d'une protection intégrale sur tout le territoire français. Ses effectifs étant tombés au plus bas (en 1977 à 35 couples en Alsace), il faut attendre quelque temps avant que le bel échassier se refasse une santé. Le héron cendré recolonise les milieux qui lui sont restés les plus favorables, à savoir les contrées de grands cours d'eau lents, d'étangs et de zones humides. Dans la vallée le héron cendré se rencontre surtout à Musloch (Lièpvre) et à la Hingrie (Bestégoutte) et près des prés où coule le Giessen en direction de Neubois. Le héron n'est pas exclusivement mangeur de poissons. Il consomme d'autres proies qui lui passent sous le bec, insectes, petits animaux, rongeurs. Le campagnol représente 50 % de son alimentation.